# Lista de países por principais grupos religiosos
Este artigo fornece uma visão geral sobre religião por país. Para a demografia por grupo religioso, veja lista de populações religiosas. Observe que nas religiões abraâmicas (Judaísmo, Cristianismo, e Islão) são mostrados números duplos; esses são os percentuais de pessoas que acreditam em Deus e a percentagem de adeptos nominais que celebram feriados religiosos tradicionais, embora não professando a crença em Deus: Cultura judaica e Cultura cristã como se encontra principalmente na Europa Ocidental e América do Norte, e Cultura muçulmana na Turquia e os Balcãs. O percentual de budistas também mostram números comuns (budistas nominais) com cerca de religiões orientais, como Taoísmo, Confucionismo, Xintoísmo, religião popular chinesa e vários tipos de animismo; Budismo Mahayana é o mais popular do que outros. Outra definição é a percentagem de pessoas que tomaram Refúgio (= registrado). (Ver Budismo por país.) O budismo tem harmonizados com diferentes tipos de culturas nacionais como uma fé tradicional em muitos países asiáticos, em vez de uma religião separada.

Religião do mundo por percentagem

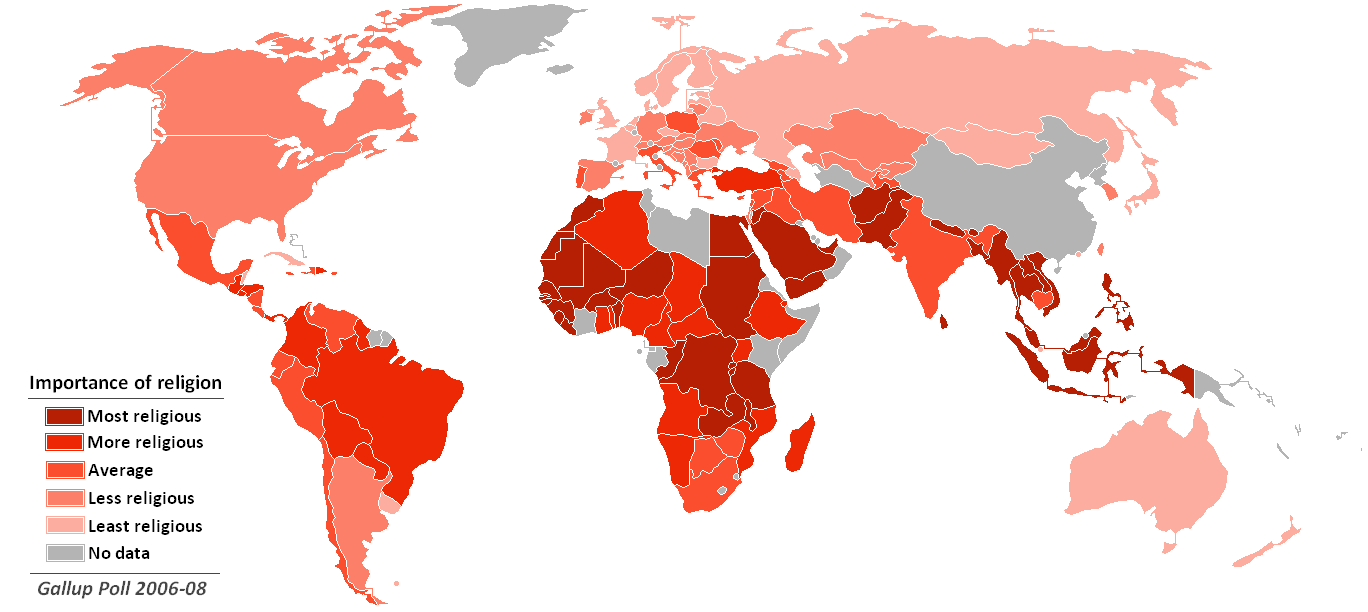
Mapa mostrando a importância relativa da religião do país. Baseado em uma pesquisa do instituto Gallup a nível mundial 2006-2008.

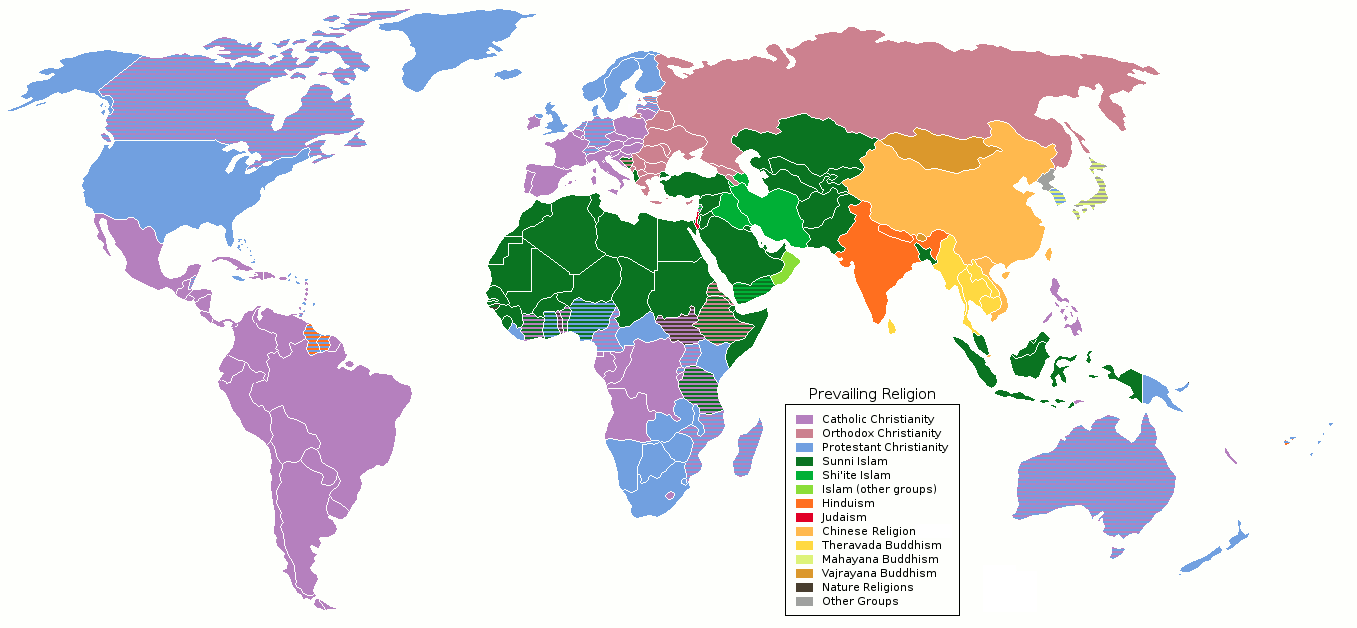
Principais religiões do mundo, mapeadas pela distribuição (sem denominações.)

## Religiões por país 2010
| País                                      | Região                          | Sub-região                      | População     | Cristã        | %        | Muçulmana     | %       | Sem Filiação  | %       | Hindu         | %       | Budista     | %       | Religiosidade popular | %       | Outra Religião | %       | Judaica    | %         |
| ----------------------------------------- | ------------------------------- | ------------------------------- | ------------- | ------------- | -------- | ------------- | ------- | ------------- | ------- | ------------- | ------- | ----------- | ------- | --------------------- | ------- | -------------- | ------- | ---------- | --------- |
| Burundi                                   | África subsariana               | África Oriental                 | 8 380 000     | 7 667 700     | 91.50 %  | 234 640       | 2.80 %  | 0             | 0.00 %  | 0             | 0.00 %  | 0           | 0.00 %  | 477 660               | 5.70 %  | 0              | 0.00 %  | 0          | 0.00 %    |
| Comores                                   | África subsariana               | África Oriental                 | 730 000       | 3 650         | 0.50 %   | 717 590       | 98.30 % | 730           | 0.10 %  | 0             | 0.00 %  | 0           | 0.00 %  | 7 300                 | 1.00 %  | 0              | 0.00 %  | 0          | 0.00 %    |
| Djibuti (Corno de África)                 | África subsariana               | África Oriental                 | 890 000       | 20 470        | 2.30 %   | 862 410       | 96.90 % | 1 780         | 0.20 %  | 0             | 0.00 %  | 0           | 0.00 %  | 2 670                 | 0.30 %  | 0              | 0.00 %  | 1 780      | 0.20 %    |
| Eritreia (Corno de África)                | África subsariana               | África Oriental                 | 5 250 000     | 3 302 250     | 62.90 %  | 1 921 500     | 36.60 % | 5 250         | 0.10 %  | 0             | 0.00 %  | 0           | 0.00 %  | 21 000                | 0.40 %  | 0              | 0.00 %  | 0          | 0.00 %    |
| Etiópia (Corno de África)                 | África subsariana               | África Oriental                 | 82 950 000    | 52 092 600    | 62.80 %  | 28 700 700    | 34.60 % | 50 000        | 0.06 %  | 0             | 0.00 %  | 0           | 0.00 %  | 2 156 700             | 2.60 %  | 0              | 0.00 %  | 0          | 0.00 %    |
| Quênia                                    | África subsariana               | África Oriental                 | 40 510 000    | 34 352 480    | 84.80 %  | 3 929 470     | 9.70 %  | 1 012 750     | 2.50 %  | 40 510        | 0.10 %  | 0           | 0.00 %  | 688 670               | 1.70 %  | 486 120        | 1.20 %  | 0          | 0.00 %    |
| Madagáscar                                | África subsariana               | África Oriental                 | 20 710 000    | 17 665 630    | 85.30 %  | 621 300       | 3.00 %  | 1 428 990     | 6.90 %  | 10 000        | 0.05 %  | 0           | 0.00 %  | 931 950               | 4.50 %  | 20 000         | 0.10 %  | 0          | 0.00 %    |
| Malawi                                    | África subsariana               | África Oriental                 | 14 900 000    | 12 322 300    | 82.70 %  | 1 937 000     | 13.00 % | 372 500       | 2.50 %  | 0             | 0.00 %  | 0           | 0.00 %  | 253 300               | 1.70 %  | 0              | 0.00 %  | 0          | 0.00 %    |
| Ilhas Maurícias                           | África subsariana               | África Oriental                 | 1 300 000     | 328 900       | 25.30 %  | 217 100       | 16.70 % | 7 800         | 0.60 %  | 733 200       | 56.40 % | 0           | 0.00 %  | 9 100                 | 0.70 %  | 3 900          | 0.30 %  | 0          | 0.00 %    |
| Mayotte                                   | África subsariana               | África Oriental                 | 200 000       | 1 400         | 0.70 %   | 197 200       | 98.60 % | 400           | 0.20 %  | 0             | 0.00 %  | 0           | 0.00 %  | 1 000                 | 0.50 %  | 0              | 0.00 %  | 0          | 0.00 %    |
| Moçambique                                | África subsariana               | África Oriental                 | 23 390 000    | 13 262 130    | 56.70 %  | 4 210 200     | 18.00 % | 4 186 810     | 17.90 % | 0             | 0.00 %  | 0           | 0.00 %  | 1 730 860             | 7.40 %  | 0              | 0.00 %  | 0          | 0.00 %    |
| Reunião                                   | África subsariana               | África Oriental                 | 850 000       | 744 600       | 87.60 %  | 35 700        | 4.20 %  | 17 000        | 2.00 %  | 38 250        | 4.50 %  | 1 700       | 0.20 %  | 3 400                 | 0.40 %  | 9 350          | 1.10 %  | 0          | 0.00 %    |
| Ruanda                                    | África subsariana               | África Oriental                 | 10 620 000    | 9 919 080     | 93.40 %  | 191 160       | 1.80 %  | 382 320       | 3.60 %  | 0             | 0.00 %  | 0           | 0.00 %  | 106 200               | 1.00 %  | 21 240         | 0.20 %  | 0          | 0.00 %    |
| Seicheles                                 | África subsariana               | África Oriental                 | 90 000        | 84 600        | 94.00 %  | 990           | 1.10 %  | 1 890         | 2.10 %  | 1 890         | 2.10 %  | 0           | 0.00 %  | 0                     | 0.00 %  | 540            | 0.60 %  | 0          | 0.00 %    |
| Somália (Corno de África)                 | África subsariana               | África Oriental                 | 9 330 000     | 0             | 0.00 %   | 9 311 340     | 99.80 % | 0             | 0.00 %  | 0             | 0.00 %  | 0           | 0.00 %  | 0                     | 0.00 %  | 0              | 0.00 %  | 0          | 0.00 %    |
| Sudão do Sul                              | África subsariana               | África Oriental                 | 9 950 000     | 6 019 750     | 60.50 %  | 616 900       | 6.20 %  | 49 750        | 0.50 %  | 0             | 0.00 %  | 0           | 0.00 %  | 3 273 550             | 32.90 % | 0              | 0.00 %  | 0          | 0.00 %    |
| Tanzânia                                  | África subsariana               | África Oriental                 | 44 840 000    | 27 531 760    | 61.40 %  | 15 783 680    | 35.20 % | 627 760       | 1.40 %  | 44 840        | 0.10 %  | 0           | 0.00 %  | 807 120               | 1.80 %  | 30 000         | 0.07 %  | 0          | 0.00 %    |
| Uganda                                    | África subsariana               | África Oriental                 | 33 420 000    | 28 975 140    | 86.70 %  | 3 843 300     | 11.50 % | 167 100       | 0.50 %  | 100 260       | 0.30 %  | 0           | 0.00 %  | 300 780               | 0.90 %  | 33 420         | 0.10 %  | 0          | 0.00 %    |
| Zâmbia                                    | África subsariana               | África Oriental                 | 13 090 000    | 12 775 840    | 97.60 %  | 65 450        | 0.50 %  | 65 450        | 0.50 %  | 13 090        | 0.10 %  | 0           | 0.00 %  | 39 270                | 0.30 %  | 117 810        | 0.90 %  | 0          | 0.00 %    |
| Zimbabwe                                  | África subsariana               | África Oriental                 | 12 570 000    | 10 935 900    | 87.00 %  | 113 130       | 0.90 %  | 993 030       | 7.90 %  | 0             | 0.00 %  | 0           | 0.00 %  | 477 660               | 3.80 %  | 37 710         | 0.30 %  | 10 000     | 0.08 %    |
| África Oriental                           | África subsariana               | África Oriental                 | 333 970 000   | 238 006 180   | 71.27 %  | 73 510 760    | 22.01 % | 9 371 310     | 2.81 %  | 982 040       | 0.29 %  | 1 700       | 0.00 %  | 11 288 190            | 3.38 %  | 760 090        | 0.23 %  | 11 780     | 0.00 %    |
| País                                      | Região                          | Sub-região                      | População     | Cristã        | %        | Muçulmana     | %       | Sem Filiação  | %       | Hindu         | %       | Budista     | %       | Religiosidade popular | %       | Outra Religião | %       | Judaica    | %         |
| Angola                                    | África subsariana               | África Central                  | 19 080 000    | 17 267 400    | 90.50 %  | 38 160        | 0.20 %  | 973 080       | 5.10 %  | 0             | 0.00 %  | 0           | 0.00 %  | 801 360               | 4.20 %  | 0              | 0.00 %  | 0          | 0.00 %    |
| Camarões                                  | África subsariana               | África Central                  | 19 600 000    | 13 778 800    | 70.30 %  | 3 586 800     | 18.30 % | 1 038 800     | 5.30 %  | 0             | 0.00 %  | 0           | 0.00 %  | 646 800               | 3.30 %  | 529 200        | 2.70 %  | 0          | 0.00 %    |
| República Centro-Africana                 | África subsariana               | África Central                  | 4 400 000     | 3 938 000     | 89.50 %  | 374 000       | 8.50 %  | 44 000        | 1.00 %  | 0             | 0.00 %  | 0           | 0.00 %  | 44 000                | 1.00 %  | 0              | 0.00 %  | 0          | 0.00 %    |
| Chade                                     | África subsariana               | África Central                  | 11 230 000    | 4 559 380     | 40.60 %  | 6 210 190     | 55.30 % | 280 750       | 2.50 %  | 0             | 0.00 %  | 0           | 0.00 %  | 157 220               | 1.40 %  | 11 230         | 0.10 %  | 0          | 0.00 %    |
| República Democrática do Congo            | África subsariana               | África Central                  | 65 970 000    | 63 199 260    | 95.80 %  | 989 550       | 1.50 %  | 1 187 460     | 1.80 %  | 30 000        | 0.05 %  | 0           | 0.00 %  | 461 790               | 0.70 %  | 65 970         | 0.10 %  | 0          | 0.00 %    |
| República do Congo                        | África subsariana               | África Central                  | 4 040 000     | 3 470 360     | 85.90 %  | 48 480        | 1.20 %  | 363 600       | 9.00 %  | 0             | 0.00 %  | 0           | 0.00 %  | 113 120               | 2.80 %  | 44 440         | 1.10 %  | 0          | 0.00 %    |
| Guiné Equatorial                          | África subsariana               | África Central                  | 700 000       | 620 900       | 88.70 %  | 28 000        | 4.00 %  | 35 000        | 5.00 %  | 0             | 0.00 %  | 0           | 0.00 %  | 11 900                | 1.70 %  | 3 500          | 0.50 %  | 0          | 0.00 %    |
| Gabão                                     | África subsariana               | África Central                  | 1 510 000     | 1 155 150     | 76.50 %  | 169 120       | 11.20 % | 84 560        | 5.60 %  | 0             | 0.00 %  | 0           | 0.00 %  | 90 600                | 6.00 %  | 10 570         | 0.70 %  | 0          | 0.00 %    |
| São Tomé e Príncipe                       | África subsariana               | África Central                  | 170 000       | 139 740       | 82.20 %  | 0             | 0.00 %  | 21 420        | 12.60 % | 0             | 0.00 %  | 0           | 0.00 %  | 4 930                 | 2.90 %  | 4 080          | 2.40 %  | 0          | 0.00 %    |
| África Central                            | África subsariana               | África Central                  | 126 700 000   | 108 128 990   | 85.34 %  | 11 444 300    | 9.03 %  | 4 028 670     | 3.18 %  | 30 000        | 0.02 %  | 0           | 0.00 %  | 2 331 720             | 1.84 %  | 668 990        | 0.53 %  | 0          | 0.00 %    |
| País                                      | Região                          | Sub-região                      | População     | Cristã        | %        | Muçulmana     | %       | Sem Filiação  | %       | Hindu         | %       | Budista     | %       | Religiosidade popular | %       | Outra Religião | %       | Judaica    | %         |
| Botswana                                  | África subsariana               | África Austral                  | 2 010 000     | 1 449 210     | 72.10 %  | 8 040         | 0.40 %  | 414 060       | 20.60 % | 6 030         | 0.30 %  | 0           | 0.00 %  | 120 600               | 6.00 %  | 12 060         | 0.60 %  | 0          | 0.00 %    |
| Lesoto                                    | África subsariana               | África Austral                  | 2 170 000     | 2 100 560     | 96.80 %  | 0             | 0.00 %  | 67 270        | 3.10 %  | 0             | 0.00 %  | 0           | 0.00 %  | 2 170                 | 0.10 %  | 0              | 0.00 %  | 0          | 0.00 %    |
| Namíbia                                   | África subsariana               | África Austral                  | 2 280 000     | 2 223 000     | 97.50 %  | 6 840         | 0.30 %  | 43 320        | 1.90 %  | 0             | 0.00 %  | 0           | 0.00 %  | 4 560                 | 0.20 %  | 0              | 0.00 %  | 0          | 0.00 %    |
| África do Sul                             | África subsariana               | África Austral                  | 50 130 000    | 40 705 560    | 81.20 %  | 852 210       | 1.70 %  | 7 469 370     | 14.90 % | 551 430       | 1.10 %  | 100 260     | 0.20 %  | 200 520               | 0.40 %  | 150 390        | 0.30 %  | 50 130     | 0.10 %    |
| Essuatíni                                 | África subsariana               | África Austral                  | 1 190 000     | 1 048 390     | 88.10 %  | 2 380         | 0.20 %  | 120 190       | 10.10 % | 1 190         | 0.10 %  | 0           | 0.00 %  | 11 900                | 1.00 %  | 4 760          | 0.40 %  | 0          | 0.00 %    |
| África Austral                            | África subsariana               | África Austral                  | 57 780 000    | 47 526 720    | 82.25 %  | 869 470       | 1.50 %  | 8 114 210     | 14.04 % | 558 650       | 0.97 %  | 100 260     | 0.17 %  | 339 750               | 0.59 %  | 167 210        | 0.29 %  | 50 130     | 0.09 %    |
| País                                      | Região                          | Sub-região                      | População     | Cristã        | %        | Muçulmana     | %       | Sem Filiação  | %       | Hindu         | %       | Budista     | %       | Religiosidade popular | %       | Outra Religião | %       | Judaica    | %         |
| Benim                                     | África subsariana               | África Ocidental                | 8 850 000     | 4 690 500     | 53.00 %  | 2 106 300     | 23.80 % | 442 500       | 5.00 %  | 0             | 0.00 %  | 0           | 0.00 %  | 1 601 850             | 18.10 % | 0              | 0.00 %  | 0          | 0.00 %    |
| Burquina Fasso                            | África subsariana               | África Ocidental                | 16 470 000    | 3 705 750     | 22.50 %  | 10 145 520    | 61.60 % | 65 880        | 0.40 %  | 0             | 0.00 %  | 0           | 0.00 %  | 2 536 380             | 15.40 % | 0              | 0.00 %  | 0          | 0.00 %    |
| Cabo Verde                                | África subsariana               | África Ocidental                | 500 000       | 445 500       | 89.10 %  | 500           | 0.10 %  | 45 500        | 9.10 %  | 0             | 0.00 %  | 0           | 0.00 %  | 7 500                 | 1.50 %  | 1 000          | 0.20 %  | 0          | 0.00 %    |
| Gâmbia                                    | África subsariana               | África Ocidental                | 1 730 000     | 77 850        | 4.50 %   | 1 645 230     | 95.10 % | 0             | 0.00 %  | 0             | 0.00 %  | 0           | 0.00 %  | 1 730                 | 0.10 %  | 0              | 0.00 %  | 0          | 0.00 %    |
| Gana                                      | África subsariana               | África Ocidental                | 24 390 000    | 18 268 110    | 74.90 %  | 3 853 620     | 15.80 % | 1 024 380     | 4.20 %  | 0             | 0.00 %  | 0           | 0.00 %  | 1 195 110             | 4.90 %  | 48 780         | 0.20 %  | 0          | 0.00 %    |
| Guiné                                     | África subsariana               | África Ocidental                | 9 980 000     | 1 087 820     | 10.90 %  | 8 423 120     | 84.40 % | 179 640       | 1.80 %  | 0             | 0.00 %  | 0           | 0.00 %  | 269 460               | 2.70 %  | 0              | 0.00 %  | 0          | 0.00 %    |
| Guiné-Bissau                              | África subsariana               | África Ocidental                | 1 520 000     | 299 440       | 19.70 %  | 685 520       | 45.10 % | 65 360        | 4.30 %  | 0             | 0.00 %  | 0           | 0.00 %  | 469 680               | 30.90 % | 0              | 0.00 %  | 0          | 0.00 %    |
| Costa do Marfim                           | África subsariana               | África Ocidental                | 19 740 000    | 8 705 340     | 44.10 %  | 7 402 500     | 37.50 % | 1 579 200     | 8.00 %  | 0             | 0.00 %  | 0           | 0.00 %  | 2 013 480             | 10.20 % | 39 480         | 0.20 %  | 0          | 0.00 %    |
| Libéria                                   | África subsariana               | África Ocidental                | 3 990 000     | 3 427 410     | 85.90 %  | 478 800       | 12.00 % | 55 860        | 1.40 %  | 0             | 0.00 %  | 0           | 0.00 %  | 19 950                | 0.50 %  | 3 990          | 0.10 %  | 0          | 0.00 %    |
| Mali                                      | África subsariana               | África Ocidental                | 15 370 000    | 491 840       | 3.20 %   | 14 201 880    | 92.40 % | 414 990       | 2.70 %  | 0             | 0.00 %  | 0           | 0.00 %  | 245 920               | 1.60 %  | 0              | 0.00 %  | 0          | 0.00 %    |
| Mauritânia                                | África subsariana               | África Ocidental                | 3 460 000     | 10 380        | 0.30 %   | 3 428 860     | 99.10 % | 3 460         | 0.10 %  | 0             | 0.00 %  | 0           | 0.00 %  | 17 300                | 0.50 %  | 0              | 0.00 %  | 0          | 0.00 %    |
| Níger                                     | África subsariana               | África Ocidental                | 15 510 000    | 124 080       | 0.80 %   | 15 261 840    | 98.40 % | 108 570       | 0.70 %  | 0             | 0.00 %  | 0           | 0.00 %  | 0                     | 0.00 %  | 0              | 0.00 %  | 0          | 0.00 %    |
| Nigéria                                   | África subsariana               | África Ocidental                | 158 420 000   | 78 101 060    | 49.30 %  | 77 308 960    | 48.80 % | 633 680       | 0.40 %  | 0             | 0.00 %  | 10 000      | 0.01 %  | 2 217 880             | 1.40 %  | 90 000         | 0.06 %  | 0          | 0.00 %    |
| Senegal                                   | África subsariana               | África Ocidental                | 12 430 000    | 447 480       | 3.60 %   | 11 982 520    | 96.40 % | 0             | 0.00 %  | 0             | 0.00 %  | 0           | 0.00 %  | 0                     | 0.00 %  | 0              | 0.00 %  | 0          | 0.00 %    |
| Serra Leoa                                | África subsariana               | África Ocidental                | 5 870 000     | 1 226 830     | 20.90 %  | 4 578 600     | 78.00 % | 5 870         | 0.10 %  | 0             | 0.00 %  | 0           | 0.00 %  | 46 960                | 0.80 %  | 0              | 0.00 %  | 0          | 0.00 %    |
| Santa Helena, Ascensão e Tristão da Cunha | África subsariana               | África Ocidental                | 4 000         | 3 860         | 96.50 %  | 0             | 0.00 %  | 132           | 3.30 %  | 0             | 0.00 %  | 0           | 0.00 %  | 0                     | 0.00 %  | 8              | 0.20 %  | 0          | 0.00 %    |
| Togo                                      | África subsariana               | África Ocidental                | 6 030 000     | 2 635 110     | 43.70 %  | 844 200       | 14.00 % | 373 860       | 6.20 %  | 0             | 0.00 %  | 0           | 0.00 %  | 2 146 680             | 35.60 % | 36 180         | 0.60 %  | 0          | 0.00 %    |
| África Ocidental                          | África subsariana               | África Ocidental                | 304 264 000   | 123 748 360   | 40.67 %  | 162 347 970   | 53.36 % | 4 998 882     | 1.64 %  | 0             | 0.00 %  | 10 000      | 0.00 %  | 12 789 880            | 4.20 %  | 219 438        | 0.07 %  | 0          | 0.00 %    |
| África subsariana                         | África subsariana               | África subsariana               | 822 714 000   | 517 410 250   | 62.89 %  | 248 172 500   | 30.17 % | 26 513 072    | 3.22 %  | 1 570 690     | 0.19 %  | 111 960     | 0.01 %  | 26 749 540            | 3.25 %  | 1 815 728      | 0.22 %  | 61 910     | 0.01 %    |
| País                                      | Região                          | Sub-região                      | População     | Cristã        | %        | Muçulmana     | %       | Sem Filiação  | %       | Hindu         | %       | Budista     | %       | Religiosidade popular | %       | Outra Religião | %       | Judaica    | %         |
| Austrália                                 | Ásia-Pacífico                   | Australásia                     | 22 270 000    | 14 987 710    | 67.30 %  | 534 480       | 2.40 %  | 5 389 340     | 24.20 % | 311 780       | 1.40 %  | 601 290     | 2.70 %  | 155 890               | 0.70 %  | 178 160        | 0.80 %  | 111 350    | 0.50 %    |
| Nova Zelândia                             | Ásia-Pacífico                   | Australásia                     | 4 370 000     | 2 490 900     | 57.00 %  | 52 440        | 1.20 %  | 1 599 420     | 36.60 % | 91 770        | 2.10 %  | 69 920      | 1.60 %  | 21 850                | 0.50 %  | 30 590         | 0.70 %  | 8 740      | 0.20 %    |
| Australásia                               | Ásia-Pacífico                   | Australásia                     | 26 640 000    | 17 478 610    | 65.61 %  | 586 920       | 2.20 %  | 6 988 760     | 26.23 % | 403 550       | 1.51 %  | 671 210     | 2.52 %  | 177 740               | 0.67 %  | 208 750        | 0.78 %  | 120 090    | 0.45 %    |
| País                                      | Região                          | Sub-região                      | População     | Cristã        | %        | Muçulmana     | %       | Sem Filiação  | %       | Hindu         | %       | Budista     | %       | Religiosidade popular | %       | Outra Religião | %       | Judaica    | %         |
| Cazaquistão                               | Ásia-Pacífico                   | Ásia Central                    | 16 030 000    | 3 975 440     | 24.80 %  | 11 285 120    | 70.40 % | 673 260       | 4.20 %  | 0             | 0.00 %  | 32 060      | 0.20 %  | 48 090                | 0.30 %  | 16 030         | 0.10 %  | 0          | 0.00 %    |
| Quirguistão                               | Ásia-Pacífico                   | Ásia Central                    | 5 330 000     | 607 620       | 11.40 %  | 4 690 400     | 88.00 % | 21 320        | 0.40 %  | 0             | 0.00 %  | 0           | 0.00 %  | 5 330                 | 0.10 %  | 0              | 0.00 %  | 0          | 0.00 %    |
| Tajiquistão                               | Ásia-Pacífico                   | Ásia Central                    | 6 880 000     | 110 080       | 1.60 %   | 6 652 960     | 96.70 % | 103 200       | 1.50 %  | 0             | 0.00 %  | 0           | 0.00 %  | 0                     | 0.00 %  | 0              | 0.00 %  | 0          | 0.00 %    |
| Turquemenistão                            | Ásia-Pacífico                   | Ásia Central                    | 5 040 000     | 322 560       | 6.40 %   | 4 687 200     | 93.00 % | 25 200        | 0.50 %  | 0             | 0.00 %  | 0           | 0.00 %  | 0                     | 0.00 %  | 0              | 0.00 %  | 0          | 0.00 %    |
| Uzbequistão                               | Ásia-Pacífico                   | Ásia Central                    | 27 440 000    | 631 120       | 2.30 %   | 26 534 480    | 96.70 % | 219 520       | 0.80 %  | 0             | 0.00 %  | 10 000      | 0.04 %  | 10 000                | 0.04 %  | 0              | 0.00 %  | 10 000     | 0.04 %    |
| Ásia Central                              | Ásia-Pacífico                   | Ásia Central                    | 60 720 000    | 5 646 820     | 9.30 %   | 53 850 160    | 88.69 % | 1 042 500     | 1.72 %  | 0             | 0.00 %  | 42 060      | 0.07 %  | 63 420                | 0.10 %  | 16 030         | 0.03 %  | 10 000     | 0.02 %    |
| País                                      | Região                          | Sub-região                      | População     | Cristã        | %        | Muçulmana     | %       | Sem Filiação  | %       | Hindu         | %       | Budista     | %       | Religiosidade popular | %       | Outra Religião | %       | Judaica    | %         |
| China                                     | Ásia-Pacífico                   | Leste Asiático                  | 1 341 340 000 | 68 408 340    | 5.10 %   | 24 144 120    | 1.80 %  | 700 179 480   | 52.20 % | 20 000        | 0.00 %  | 244 123 880 | 18.20 % | 293 753 460           | 21.90 % | 9 389 380      | 0.70 %  | 0          | 0.00 %    |
| Hong Kong                                 | Ásia-Pacífico                   | Leste Asiático                  | 7 050 000     | 1 008 150     | 14.30 %  | 126 900       | 1.80 %  | 3 955 050     | 56.10 % | 28 200        | 0.40 %  | 930 600     | 13.20 % | 902 400               | 12.80 % | 105 750        | 1.50 %  | 0          | 0.00 %    |
| Japão                                     | Ásia-Pacífico                   | Leste Asiático                  | 126 540 000   | 2 024 640     | 1.60 %   | 253 080       | 0.20 %  | 72 127 800    | 57.00 % | 30 000        | 0.02 %  | 45 807 480  | 36.20 % | 506 160               | 0.40 %  | 5 947 380      | 4.70 %  | 0          | 0.00 %    |
| Coreia do Norte                           | Ásia-Pacífico                   | Leste Asiático                  | 24 350 000    | 487 000       | 2.00 %   | 0             | 0.00 %  | 17 361 550    | 71.30 % | 0             | 0.00 %  | 365 250     | 1.50 %  | 2 995 050             | 12.30 % | 3 141 150      | 12.90 % | 0          | 0.00 %    |
| South Korea                               | Ásia-Pacífico                   | Leste Asiático                  | 48 180 000    | 14 164 920    | 29.40 %  | 96 360        | 0.20 %  | 22 355 520    | 46.40 % | 0             | 0.00 %  | 11 033 220  | 22.90 % | 385 440               | 0.80 %  | 96 360         | 0.20 %  | 0          | 0.00 %    |
| Macau                                     | Ásia-Pacífico                   | Leste Asiático                  | 540 000       | 38 880        | 7.20 %   | 1 080         | 0.20 %  | 83 160        | 15.40 % | 0             | 0.00 %  | 93 420      | 17.30 % | 318 060               | 58.90 % | 5 400          | 1.00 %  | 0          | 0.00 %    |
| Mongólia                                  | Ásia-Pacífico                   | Leste Asiático                  | 2 760 000     | 63 480        | 2.30 %   | 88 320        | 3.20 %  | 990 840       | 35.90 % | 0             | 0.00 %  | 1 520 760   | 55.10 % | 96 600                | 3.50 %  | 0              | 0.00 %  | 0          | 0.00 %    |
| Taiwan                                    | Ásia-Pacífico                   | Leste Asiático                  | 23 220 000    | 1 277 100     | 5.50 %   | 10 000        | 0.04 %  | 2 948 940     | 12.70 % | 0             | 0.00 %  | 4 945 860   | 21.30 % | 10 263 240            | 44.20 % | 3 761 640      | 16.20 % | 0          | 0.00 %    |
| Leste Asiático                            | Ásia-Pacífico                   | Leste Asiático                  | 1 573 980 000 | 87 472 510    | 5.56 %   | 24 719 860    | 1.57 %  | 820 002 340   | 52.10 % | 78 200        | 0.00 %  | 308 820 470 | 19.62 % | 309 220 410           | 19.65 % | 22 447 060     | 1.43 %  | 0          | 0.00 %    |
| País                                      | Região                          | Sub-região                      | População     | Cristã        | %        | Muçulmana     | %       | Sem Filiação  | %       | Hindu         | %       | Budista     | %       | Religiosidade popular | %       | Outra Religião | %       | Judaica    | %         |
| Fiji                                      | Ásia-Pacífico                   | Melanésia                       | 860 000       | 553 840       | 64.40 %  | 54 180        | 6.30 %  | 6 880         | 0.80 %  | 239 940       | 27.90 % | 0           | 0.00 %  | 0                     | 0.00 %  | 4 300          | 0.50 %  | 0          | 0.00 %    |
| Nova Caledônia                            | Ásia-Pacífico                   | Melanésia                       | 250 000       | 213 000       | 85.20 %  | 7 000         | 2.80 %  | 26 000        | 10.40 % | 0             | 0.00 %  | 1 500       | 0.60 %  | 500                   | 0.20 %  | 2 000          | 0.80 %  | 0          | 0.00 %    |
| Papua-Nova Guiné                          | Ásia-Pacífico                   | Melanésia                       | 6 860 000     | 6 805 120     | 99.20 %  | 0             | 0.00 %  | 0             | 0.00 %  | 0             | 0.00 %  | 0           | 0.00 %  | 27 440                | 0.40 %  | 13 720         | 0.20 %  | 0          | 0.00 %    |
| Ilhas Salomão                             | Ásia-Pacífico                   | Melanésia                       | 540 000       | 525 960       | 97.40 %  | 0             | 0.00 %  | 1 080         | 0.20 %  | 0             | 0.00 %  | 1 620       | 0.30 %  | 7 020                 | 1.30 %  | 3 780          | 0.70 %  | 0          | 0.00 %    |
| Vanuatu                                   | Ásia-Pacífico                   | Melanésia                       | 240 000       | 223 920       | 93.30 %  | 0             | 0.00 %  | 2 880         | 1.20 %  | 0             | 0.00 %  | 0           | 0.00 %  | 9 840                 | 4.10 %  | 3 360          | 1.40 %  | 0          | 0.00 %    |
| Melanésia                                 | Ásia-Pacífico                   | Melanésia                       | 8 750 000     | 8 321 840     | 95.11 %  | 61 180        | 0.70 %  | 36 840        | 0.42 %  | 239 940       | 2.74 %  | 3 120       | 0.04 %  | 44 800                | 0.51 %  | 27 160         | 0.31 %  | 0          | 0.00 %    |
| País                                      | Região                          | Sub-região                      | População     | Cristã        | %        | Muçulmana     | %       | Sem Filiação  | %       | Hindu         | %       | Budista     | %       | Religiosidade popular | %       | Outra Religião | %       | Judaica    | %         |
| Guam                                      | Ásia-Pacífico                   | Micronésia                      | 180 000       | 169 560       | 94.20 %  | 0             | 0.00 %  | 3 060         | 1.70 %  | 0             | 0.00 %  | 1 980       | 1.10 %  | 2 700                 | 1.50 %  | 2 880          | 1.60 %  | 0          | 0.00 %    |
| Kiribati                                  | Ásia-Pacífico                   | Micronésia                      | 100 000       | 97 000        | 97.00 %  | 0             | 0.00 %  | 800           | 0.80 %  | 0             | 0.00 %  | 0           | 0.00 %  | 0                     | 0.00 %  | 2 200          | 2.20 %  | 0          | 0.00 %    |
| Ilhas Marshall                            | Ásia-Pacífico                   | Micronésia                      | 50 000        | 48 750        | 97.50 %  | 0             | 0.00 %  | 750           | 1.50 %  | 0             | 0.00 %  | 0           | 0.00 %  | 150                   | 0.30 %  | 400            | 0.80 %  | 0          | 0.00 %    |
| Estados Federados da Micronésia           | Ásia-Pacífico                   | Micronésia                      | 110 000       | 104 830       | 95.30 %  | 0             | 0.00 %  | 990           | 0.90 %  | 0             | 0.00 %  | 440         | 0.40 %  | 2 970                 | 2.70 %  | 770            | 0.70 %  | 0          | 0.00 %    |
| Nauru                                     | Ásia-Pacífico                   | Micronésia                      | 10 000        | 7 900         | 79.00 %  | 0             | 0.00 %  | 450           | 4.50 %  | 0             | 0.00 %  | 110         | 1.10 %  | 810                   | 8.10 %  | 740            | 7.40 %  | 0          | 0.00 %    |
| Marianas Setentrionais                    | Ásia-Pacífico                   | Micronésia                      | 60 000        | 48 780        | 81.30 %  | 420           | 0.70 %  | 600           | 1.00 %  | 0             | 0.00 %  | 6 360       | 10.60 % | 3 180                 | 5.30 %  | 660            | 1.10 %  | 0          | 0.00 %    |
| Palau                                     | Ásia-Pacífico                   | Micronésia                      | 20 000        | 17 340        | 86.70 %  | 0             | 0.00 %  | 240           | 1.20 %  | 0             | 0.00 %  | 160         | 0.80 %  | 160                   | 0.80 %  | 2 080          | 10.40 % | 0          | 0.00 %    |
| Micronésia                                | Ásia-Pacífico                   | Micronésia                      | 530 000       | 494 160       | 93.24 %  | 420           | 0.08 %  | 6 890         | 1.30 %  | 0             | 0.00 %  | 9 050       | 1.71 %  | 9 970                 | 1.88 %  | 9 730          | 1.84 %  | 0          | 0.00 %    |
| País                                      | Região                          | Sub-região                      | População     | Cristã        | %        | Muçulmana     | %       | Sem Filiação  | %       | Hindu         | %       | Budista     | %       | Religiosidade popular | %       | Outra Religião | %       | Judaica    | %         |
| Samoa Americana                           | Ásia-Pacífico                   | Polinésia                       | 70 000        | 68 810        | 98.30 %  | 0             | 0.00 %  | 490           | 0.70 %  | 0             | 0.00 %  | 210         | 0.30 %  | 280                   | 0.40 %  | 210            | 0.30 %  | 0          | 0.00 %    |
| Ilhas Cook                                | Ásia-Pacífico                   | Polinésia                       | 20 000        | 19 200        | 96.00 %  | 0             | 0.00 %  | 640           | 3.20 %  | 0             | 0.00 %  | 0           | 0.00 %  | 0                     | 0.00 %  | 160            | 0.80 %  | 0          | 0.00 %    |
| Polinésia Francesa                        | Ásia-Pacífico                   | Polinésia                       | 270 000       | 253 800       | 94.00 %  | 0             | 0.00 %  | 13 230        | 4.90 %  | 0             | 0.00 %  | 0           | 0.00 %  | 1 350                 | 0.50 %  | 1 080          | 0.40 %  | 0          | 0.00 %    |
| Niue                                      | Ásia-Pacífico                   | Polinésia                       | 2 000         | 1 928         | 96.40 %  | 0             | 0.00 %  | 66            | 3.30 %  | 0             | 0.00 %  | 0           | 0.00 %  | 0                     | 0.00 %  | 4              | 0.20 %  | 0          | 0.00 %    |
| Samoa                                     | Ásia-Pacífico                   | Polinésia                       | 180 000       | 174 240       | 96.80 %  | 0             | 0.00 %  | 4 500         | 2.50 %  | 0             | 0.00 %  | 0           | 0.00 %  | 0                     | 0.00 %  | 720            | 0.40 %  | 0          | 0.00 %    |
| Toquelau                                  | Ásia-Pacífico                   | Polinésia                       | 1 400         | 1 397         | 99.80 %  | 0             | 0.00 %  | 0             | 0.00 %  | 0             | 0.00 %  | 0           | 0.00 %  | 0                     | 0.00 %  | 3              | 0.20 %  | 0          | 0.00 %    |
| Tonga                                     | Ásia-Pacífico                   | Polinésia                       | 100 000       | 98 900        | 98.90 %  | 0             | 0.00 %  | 0             | 0.00 %  | 100           | 0.10 %  | 0           | 0.00 %  | 0                     | 0.00 %  | 900            | 0.90 %  | 0          | 0.00 %    |
| Tuvalu                                    | Ásia-Pacífico                   | Polinésia                       | 11 000        | 10 637        | 96.70 %  | 11            | 0.10 %  | 143           | 1.30 %  | 0             | 0.00 %  | 0           | 0.00 %  | 0                     | 0.00 %  | 209            | 1.90 %  | 0          | 0.00 %    |
| Wallis e Futuna                           | Ásia-Pacífico                   | Polinésia                       | 13 000        | 12 662        | 97.40 %  | 0             | 0.00 %  | 78            | 0.60 %  | 0             | 0.00 %  | 0           | 0.00 %  | 156                   | 1.20 %  | 104            | 0.80 %  | 0          | 0.00 %    |
| Polinésia                                 | Ásia-Pacífico                   | Polinésia                       | 667 400       | 641 574       | 96.13 %  | 11            | 0.00 %  | 19 147        | 2.87 %  | 100           | 0.01 %  | 210         | 0.03 %  | 1 786                 | 0.27 %  | 3 390          | 0.51 %  | 0          | 0.00 %    |
| País                                      | Região                          | Sub-região                      | População     | Cristã        | %        | Muçulmana     | %       | Sem Filiação  | %       | Hindu         | %       | Budista     | %       | Religiosidade popular | %       | Outra Religião | %       | Judaica    | %         |
| Brunei                                    | Ásia-Pacífico                   | Sudeste Asiático                | 400 000       | 37 600        | 9.40 %   | 300 400       | 75.10 % | 1 600         | 0.40 %  | 1 200         | 0.30 %  | 34 400      | 8.60 %  | 24 800                | 6.20 %  | 400            | 0.10 %  | 0          | 0.00 %    |
| Burma                                     | Ásia-Pacífico                   | Sudeste Asiático                | 47 960 000    | 3 740 880     | 7.80 %   | 1 918 400     | 4.00 %  | 239 800       | 0.50 %  | 815 320       | 1.70 %  | 38 415 960  | 80.10 % | 2 781 680             | 5.80 %  | 95 920         | 0.20 %  | 0          | 0.00 %    |
| Camboja                                   | Ásia-Pacífico                   | Sudeste Asiático                | 14 140 000    | 56 560        | 0.40 %   | 282 800       | 2.00 %  | 28 280        | 0.20 %  | 0             | 0.00 %  | 13 701 660  | 96.90 % | 84 840                | 0.60 %  | 0              | 0.00 %  | 0          | 0.00 %    |
| Indonésia                                 | Ásia-Pacífico                   | Sudeste Asiático                | 239 870 000   | 23 747 130    | 9.90 %   | 209 166 640   | 87.20 % | 240 000       | 0.10 %  | 4 077 790     | 1.70 %  | 1 679 090   | 0.70 %  | 719 610               | 0.30 %  | 239 870        | 0.10 %  | 0          | 0.00 %    |
| Laos                                      | Ásia-Pacífico                   | Sudeste Asiático                | 6 200 000     | 93 000        | 1.50 %   | 0             | 0.00 %  | 55 800        | 0.90 %  | 0             | 0.00 %  | 4 092 000   | 66.00 % | 1 903 400             | 30.70 % | 43 400         | 0.70 %  | 0          | 0.00 %    |
| Malásia                                   | Ásia-Pacífico                   | Sudeste Asiático                | 28 400 000    | 2 669 600     | 9.40 %   | 18 090 800    | 63.70 % | 198 800       | 0.70 %  | 1 704 000     | 6.00 %  | 5 026 800   | 17.70 % | 653 200               | 2.30 %  | 56 800         | 0.20 %  | 0          | 0.00 %    |
| Filipinas                                 | Ásia-Pacífico                   | Sudeste Asiático                | 93 260 000    | 73 758 760    | 79.08 %  | 10 329 300    | 11.07 % | 4 193 260     | 4.40 %  | 0             | 0.00 %  | 3 453 000   | 3.50 %  | 2 398 900             | 2.50 %  | 93 260         | 0.10 %  | 8 473      | 0.009 %   |
| Singapura                                 | Ásia-Pacífico                   | Sudeste Asiático                | 5 090 000     | 926 380       | 18.20 %  | 727 870       | 14.30 % | 834 760       | 16.40 % | 264 680       | 5.20 %  | 1 725 510   | 33.90 % | 117 070               | 2.30 %  | 493 730        | 9.70 %  | 0          | 0.00 %    |
| Tailândia                                 | Ásia-Pacífico                   | Sudeste Asiático                | 69 120 000    | 622 080       | 0.90 %   | 3 801 600     | 5.50 %  | 207 360       | 0.30 %  | 69 120        | 0.10 %  | 64 419 840  | 93.20 % | 60 000                | 0.09 %  | 0              | 0.00 %  | 0          | 0.00 %    |
| Timor-Leste                               | Ásia-Pacífico                   | Sudeste Asiático                | 1 120 000     | 1 115 520     | 99.60 %  | 1 120         | 0.10 %  | 0             | 0.00 %  | 0             | 0.00 %  | 0           | 0.00 %  | 1 120                 | 0.10 %  | 0              | 0.00 %  | 0          | 0.00 %    |
| Vietname                                  | Ásia-Pacífico                   | Sudeste Asiático                | 87 850 000    | 7 203 700     | 8.20 %   | 175 700       | 0.20 %  | 26 003 600    | 29.60 % | 0             | 0.00 %  | 14 407 400  | 16.40 % | 39 796 050            | 45.30 % | 351 400        | 0.40 %  | 0          | 0.00 %    |
| Sudeste Asiático                          | Ásia-Pacífico                   | Sudeste Asiático                | 593 410 000   | 116 571 210   | 21.33 %  | 245 594 630   | 40.38 % | 31 903 260    | 4.70 %  | 6 932 110     | 1.17 %  | 143 582 660 | 24.20 % | 47 540 670            | 8.01 %  | 1 374 780      | 0.23 %  | 8 437      | 0.00001 % |
| País                                      | Região                          | Sub-região                      | População     | Cristã        | %        | Muçulmana     | %       | Sem Filiação  | %       | Hindu         | %       | Budista     | %       | Religiosidade popular | %       | Outra Religião | %       | Judaica    | %         |
| Bangladesh                                | Ásia-Pacífico                   | Sul Asiático                    | 148 690 000   | 297 380       | 0.20 %   | 133 523 620   | 89.80 % | 80 000        | 0.05 %  | 13 530 790    | 9.10 %  | 743 450     | 0.50 %  | 594 760               | 0.40 %  | 30 000         | 0.02 %  | 0          | 0.00 %    |
| Butão                                     | Ásia-Pacífico                   | Sul Asiático                    | 730 000       | 3 650         | 0.50 %   | 1 460         | 0.20 %  | 0             | 0.00 %  | 164 980       | 22.60 % | 545 310     | 74.70 % | 13 870                | 1.90 %  | 0              | 0.00 %  | 0          | 0.00 %    |
| Índia                                     | Ásia-Pacífico                   | Sul Asiático                    | 1 224 610 000 | 30 615 250    | 2.50 %   | 176 343 840   | 14.40 % | 870 000       | 0.07%   | 973 564 950   | 79.50 % | 9 796 880   | 0.80 %  | 6 123 050             | 0.50 %  | 28 166 030     | 2.30 %  | 10 000     | 0.00 %    |
| Maldivas                                  | Ásia-Pacífico                   | Sul Asiático                    | 320 000       | 1 280         | 0.40 %   | 314 880       | 98.40 % | 0             | 0.00 %  | 960           | 0.30 %  | 1 920       | 0.60 %  | 0                     | 0.00 %  | 0              | 0.00 %  | 0          | 0.00 %    |
| Nepal                                     | Ásia-Pacífico                   | Sul Asiático                    | 29 960 000    | 149 800       | 0.50 %   | 1 378 160     | 4.60 %  | 89 880        | 0.30 %  | 24 177 720    | 80.70 % | 3 085 880   | 10.30 % | 1 108 520             | 3.70 %  | 20 000         | 0.07 %  | 0          | 0.00 %    |
| Paquistão                                 | Ásia-Pacífico                   | Sul Asiático                    | 173 590 000   | 2 777 440     | 1.60 %   | 167 340 760   | 96.40 % | 20 000        | 0.01 %  | 3 298 210     | 1.90 %  | 20 000      | 0.01 %  | 30 000                | 0.02 %  | 20 000         | 0.01 %  | 0          | 0.00 %    |
| Sri Lanka                                 | Ásia-Pacífico                   | Sul Asiático                    | 20 860 000    | 1 522 780     | 7.30 %   | 2 044 280     | 9.80 %  | 0             | 0.00 %  | 2 836 960     | 13.60 % | 14 455 980  | 69.30 % | 0                     | 0.00 %  | 0              | 0.00 %  | 0          | 0.00 %    |
| Sul Asiático                              | Ásia-Pacífico                   | Sul Asiático                    | 1 598 760 000 | 35 367 580    | 2.21 %   | 480 947 000   | 30.08 % | 1 059 880     | 0.07 %  | 1 017 574 570 | 63.65 % | 28 649 420  | 1.79 %  | 7 870 200             | 0.49 %  | 28 236 030     | 1.77 %  | 10 000     | 0.00 %    |
| País                                      | Região                          | Sub-região                      | População     | Cristã        | %        | Muçulmana     | %       | Sem Filiação  | %       | Hindu         | %       | Budista     | %       | Religiosidade popular | %       | Outra Religião | %       | Judaica    | %         |
| Afeganistão                               | Ásia-Pacífico                   | Ásia Ocidental                  | 31 410 000    | 31 410        | 0.10 %   | 31 315 770    | 99.70 % | 0             | 0.00 %  | 10 000        | 0.03 %  | 0           | 0.00 %  | 0                     | 0.00 %  | 20 000         | 0.06 %  | 1          | 0.00 %    |
| Armênia                                   | Ásia-Pacífico                   | Ásia Ocidental                  | 3 090 000     | 3 043 650     | 98.50 %  | 0             | 0.00 %  | 40 170        | 1.30 %  | 0             | 0.00 %  | 0           | 0.00 %  | 0                     | 0.00 %  | 3 090          | 0.10 %  | 0          | 0.00 %    |
| Azerbaijão                                | Ásia-Pacífico                   | Ásia Ocidental                  | 9 190 000     | 275 700       | 3.00 %   | 8 905 110     | 96.90 % | 0             | 0.00 %  | 0             | 0.00 %  | 0           | 0.00 %  | 0                     | 0.00 %  | 0              | 0.00 %  | 0          | 0.00 %    |
| Chipre                                    | Ásia-Pacífico                   | Ásia Ocidental                  | 1 100 000     | 805 200       | 73.20 %  | 278 300       | 25.30 % | 13 200        | 1.20 %  | 0             | 0.00 %  | 2 200       | 0.20 %  | 0                     | 0.00 %  | 0              | 0.00 %  | 0          | 0.00 %    |
| Irão                                      | Ásia-Pacífico                   | Ásia Ocidental                  | 73 970 000    | 147 940       | 0.20 %   | 73 600 150    | 99.50 % | 73 970        | 0.10 %  | 20 000        | 0.03 %  | 0           | 0.00 %  | 0                     | 0.00 %  | 147 940        | 0.20 %  | 0          | 0.00 %    |
| Chipre do Norte                           | Ásia-Pacífico                   | Ásia Ocidental                  | 294 906       | 1 475         | 0.5%     | 291 957       | 99 %    | 1 474         | 0.5 %   | 0             | 0.00 %  | 0           | 0 %     | 0                     | 0.00 %  | 0              | 0.00 %  | 0          | 0.00 %    |
| Turquia                                   | Ásia-Pacífico                   | Ásia Ocidental                  | 72 750 000    | 291 000       | 0.40 %   | 71 295 000    | 98.00 % | 873 000       | 1.20 %  | 0             | 0.00 %  | 40 000      | 0.05 %  | 20 000                | 0.03 %  | 145 500        | 0.20 %  | 20 000     | 0.03 %    |
| Ásia Ocidental                            | Ásia-Pacífico                   | Ásia Ocidental                  | 191 510 000   | 4 594 900     | 2.40 %   | 185 394 330   | 96.81 % | 1 000 340     | 0.52 %  | 30 000        | 0.02 %  | 42 200      | 0.02 %  | 20 000                | 0.01 %  | 316 530        | 0.17 %  | 20 000     | 0.01 %    |
| Ásia-Pacífico                             | Ásia-Pacífico                   | Ásia-Pacífico                   | 4 054 967 400 | 286 589 204   | 7.07 %   | 985 154 511   | 24.30 % | 858 059 957   | 21.16 % | 1 025 258 470 | 25.28 % | 481 820 400 | 11.88 % | 364 948 996           | 9.00 %  | 52 639 460     | 1.30 %  | 160 090    | 0.00 %    |
| País                                      | Região                          | Sub-região                      | População     | Cristã        | %        | -Muçulmana-   | %       | Sem Filiação  | %       | Hindu         | %       | Budista     | %       | Religiosidade popular | %       | Outra Religião | %       | Judaica    | %         |
| Áustria                                   | Europa                          | Europa Central                  | 8 390 000     | 6 745 560     | 80.40 %  | 453 060       | 5.40 %  | 1 132 650     | 13.50 % | 0             | 0.00 %  | 16 780      | 0.20 %  | 0                     | 0.00 %  | 8 390          | 0.10 %  | 16 780     | 0.20 %    |
| Croácia                                   | Europa                          | Europa Central                  | 4 400 000     | 4 109 600     | 93.40 %  | 61 600        | 1.40 %  | 224 400       | 5.10 %  | 0             | 0.00 %  | 0           | 0.00 %  | 0                     | 0.00 %  | 0              | 0.00 %  | 0          | 0.00 %    |
| Chéquia                                   | Europa                          | Europa Central                  | 10 490 000    | 2 444 170     | 23.30 %  | 0             | 0.00 %  | 8 014 360     | 76.40 % | 0             | 0.00 %  | 0           | 0.00 %  | 0                     | 0.00 %  | 0              | 0.00 %  | 0          | 0.00 %    |
| Estónia (Países Bálticos)                 | Europa                          | Europa Central                  | 1 340 000     | 534 660       | 39.90 %  | 2 680         | 0.20 %  | 798 640       | 59.60 % | 0             | 0.00 %  | 0           | 0.00 %  | 10                    | 0.00 %  | 0              | 0.00 %  | 1 340      | 0.10 %    |
| Alemanha                                  | Europa                          | Europa Central                  | 82 300 000    | 56 540 100    | 68.70 %  | 4 773 400     | 5.80 %  | 20 328 100    | 24.70 % | 80 000        | 0.10 %  | 246 900     | 0.30 %  | 40 000                | 0.05 %  | 82 300         | 0.10 %  | 246 900    | 0.30 %    |
| Hungria                                   | Europa                          | Europa Central                  | 9 980 000     | 8 083 800     | 81.00 %  | 0             | 0.00 %  | 1 856 280     | 18.60 % | 0             | 0.00 %  | 0           | 0.00 %  | 0                     | 0.00 %  | 0              | 0.00 %  | 9 980      | 0.10 %    |
| Letônia (Países Bálticos)                 | Europa                          | Europa Central                  | 2 250 000     | 1 255 500     | 55.80 %  | 2 250         | 0.10 %  | 985 500       | 43.80 % | 0             | 0.00 %  | 0           | 0.00 %  | 0                     | 0.00 %  | 4 500          | 0.20 %  | 0          | 0.00 %    |
| Liechtenstein                             | Europa                          | Europa Central                  | 40 000        | 36 760        | 91.90 %  | 2 000         | 5.00 %  | 1 160         | 2.90 %  | 0             | 0.00 %  | 0           | 0.00 %  | 0                     | 0.00 %  | 0              | 0.00 %  | 40         | 0.10 %    |
| Lituânia (Países Bálticos)                | Europa                          | Europa Central                  | 3 320 000     | 2 981 360     | 89.80 %  | 0             | 0.00 %  | 332 000       | 10.00 % | 0             | 0.00 %  | 0           | 0.00 %  | 0                     | 0.00 %  | 0              | 0.00 %  | 0          | 0.00 %    |
| Polónia                                   | Europa                          | Europa Central                  | 38 280 000    | 36 098 040    | 94.30 %  | 0             | 0.00 %  | 2 143 680     | 5.60 %  | 0             | 0.00 %  | 0           | 0.00 %  | 0                     | 0.00 %  | 0              | 0.00 %  | 10 000     | 0.03 %    |
| Eslováquia                                | Europa                          | Europa Central                  | 5 460 000     | 4 657 380     | 85.30 %  | 10 920        | 0.20 %  | 780 780       | 14.30 % | 0             | 0.00 %  | 0           | 0.00 %  | 0                     | 0.00 %  | 0              | 0.00 %  | 0          | 0.00 %    |
| Eslovênia                                 | Europa                          | Europa Central                  | 2 030 000     | 1 591 520     | 78.40 %  | 73 080        | 3.60 %  | 365 400       | 18.00 % | 0             | 0.00 %  | 0           | 0.00 %  | 0                     | 0.00 %  | 0              | 0.00 %  | 0          | 0.00 %    |
| Suíça                                     | Europa                          | Europa Central                  | 7 660 000     | 6 227 580     | 81.30 %  | 421 300       | 5.50 %  | 911 540       | 11.90 % | 30 640        | 0.40 %  | 30 640      | 0.40 %  | 0                     | 0.00 %  | 7 660          | 0.10 %  | 22 980     | 0.30 %    |
| Europa Central                            | Europa                          | Europa Central                  | 175 940 000   | 131 306 030   | 74.63 %  | 5 800 290     | 3.30 %  | 37 874 490    | 21.53 % | 110 640       | 0.06 %  | 294 320     | 0.17 %  | 40 000                | 0.02 %  | 102 850        | 0.06 %  | 308 020    | 0.18 %    |
| País                                      | Região                          | Sub-região                      | População     | Cristã        | %        | -Muçulmana-   | %       | Sem Filiação  | %       | Hindu         | %       | Budista     | %       | Religiosidade popular | %       | Outra Religião | %       | Judaica    | %         |
| Bielorrússia                              | Europa                          | Leste Europeu                   | 9 600 000     | 6 835 200     | 71.20 %  | 19 200        | 0.20 %  | 2 745 600     | 28.60 % | 0             | 0.00 %  | 0           | 0.00 %  | 0                     | 0.00 %  | 0              | 0.00 %  | 0          | 0.00 %    |
| Geórgia                                   | Europa                          | Leste Europeu                   | 4 350 000     | 3 849 750     | 88.50 %  | 465 450       | 10.70 % | 30 450        | 0.70 %  | 0             | 0.00 %  | 0           | 0.00 %  | 0                     | 0.00 %  | 0              | 0.00 %  | 0          | 0.00 %    |
| Rússia                                    | Europa                          | Leste Europeu                   | 142 960 000   | 104 789 680   | 73.30 %  | 14 296 000    | 10.00 % | 23 159 520    | 16.20 % | 30 000        | 0.02 %  | 142 960     | 0.10 %  | 285 920               | 0.20 %  | 0              | 0.00 %  | 285 920    | 0.20 %    |
| Ucrânia                                   | Europa                          | Leste Europeu                   | 45 450 000    | 38 087 100    | 83.80 %  | 545 400       | 1.20 %  | 6 681 150     | 14.70 % | 10 000        | 0.02 %  | 20 000      | 0.04 %  | 0                     | 0.00 %  | 0              | 0.00 %  | 45 450     | 0.10 %    |
| Leste Europeu                             | Europa                          | Leste Europeu                   | 202 360 000   | 153 561 730   | 75.89 %  | 15 326 050    | 7.57 %  | 32 616 720    | 16.12 % | 40 000        | 0.02 %  | 162 960     | 0.08 %  | 285 920               | 0.14 %  | 0              | 0.00 %  | 331 370    | 0.16 %    |
| País                                      | Região                          | Sub-região                      | População     | Cristã        | %        | -Muçulmana-   | %       | Sem Filiação  | %       | Hindu         | %       | Budista     | %       | Religiosidade popular | %       | Outra Religião | %       | Judaica    | %         |
| Dinamarca                                 | Europa                          | Europa Setentrional             | 5 550 000     | 4 634 250     | 83.50 %  | 227 550       | 4.10 %  | 654 900       | 11.80 % | 22 200        | 0.40 %  | 11 100      | 0.20 %  | 0                     | 0.00 %  | 0              | 0.00 %  | 0          | 0.00 %    |
| Ilhas Feroé                               | Europa                          | Europa Setentrional             | 50 000        | 49 000        | 98.00 %  | 0             | 0.00 %  | 850           | 1.70 %  | 0             | 0.00 %  | 0           | 0.00 %  | 0                     | 0.00 %  | 150            | 0.30 %  | 0          | 0.00 %    |
| Finlândia                                 | Europa                          | Europa Setentrional             | 5 360 000     | 4 373 760     | 81.60 %  | 42 880        | 0.80 %  | 943 360       | 17.60 % | 0             | 0.00 %  | 0           | 0.00 %  | 0                     | 0.00 %  | 0              | 0.00 %  | 0          | 0.00 %    |
| Islândia                                  | Europa                          | Europa Setentrional             | 320 000       | 304 000       | 95.00 %  | 640           | 0.20 %  | 11 200        | 3.50 %  | 960           | 0.30 %  | 1 280       | 0.40 %  | 1 600                 | 0.50 %  | 640            | 0.20 %  | 0          | 0.00 %    |
| Noruega                                   | Europa                          | Europa Setentrional             | 4 880 000     | 4 133 360     | 84.70 %  | 180 560       | 3.70 %  | 492 880       | 10.10 % | 24 400        | 0.50 %  | 29 280      | 0.60 %  | 0                     | 0.00 %  | 9 760          | 0.20 %  | 0          | 0.00 %    |
| Suécia                                    | Europa                          | Europa Setentrional             | 9 380 000     | 6 303 360     | 67.20 %  | 431 480       | 4.60 %  | 2 532 600     | 27.00 % | 18 760        | 0.20 %  | 37 520      | 0.40 %  | 18 760                | 0.20 %  | 18 760         | 0.20 %  | 9 380      | 0.10 %    |
| Europa Setentrional                       | Europa                          | Europa Setentrional             | 25 540 000    | 19 797 730    | 77.52 %  | 883 110       | 3.46 %  | 4 635 790     | 18.15 % | 66 320        | 0.26 %  | 79 180      | 0.31 %  | 20 360                | 0.08 %  | 29 310         | 0.11 %  | 9 380      | 0.04 %    |
| País                                      | Região                          | Sub-região                      | População     | Cristã        | %        | -Muçulmana-   | %       | Sem Filiação  | %       | Hindu         | %       | Budista     | %       | Religiosidade popular | %       | Outra Religião | %       | Judaica    | %         |
| Albânia                                   | Europa                          | Sudeste da Europa               | 3 200 000     | 576 000       | 18.00 %  | 2 569 600     | 80.30 % | 44 800        | 1.40 %  | 0             | 0.00 %  | 0           | 0.00 %  | 0                     | 0.00 %  | 6 400          | 0.20 %  | 0          | 0.00 %    |
| Bósnia e Herzegovina                      | Europa                          | Sudeste da Europa               | 3 760 000     | 1 966 480     | 52.30 %  | 1 699 520     | 45.20 % | 94 000        | 2.50 %  | 0             | 0.00 %  | 0           | 0.00 %  | 0                     | 0.00 %  | 0              | 0.00 %  | 0          | 0.00 %    |
| Bulgária                                  | Europa                          | Sudeste da Europa               | 7 490 000     | 6 149 290     | 82.10 %  | 1 026 130     | 13.70 % | 314 580       | 4.20 %  | 0             | 0.00 %  | 0           | 0.00 %  | 0                     | 0.00 %  | 0              | 0.00 %  | 0          | 0.00 %    |
| Grécia                                    | Europa                          | Sudeste da Europa               | 11 360 000    | 10 008 160    | 88.10 %  | 602 080       | 5.30 %  | 692 960       | 6.10 %  | 11 360        | 0.10 %  | 0           | 0.00 %  | 11 360                | 0.10 %  | 0              | 0.00 %  | 0          | 0.00 %    |
| Kosovo                                    | Europa                          | Sudeste da Europa               | 2 080 000     | 237 120       | 11.40 %  | 1 809 600     | 87.00 % | 33 280        | 1.60 %  | 0             | 0.00 %  | 0           | 0.00 %  | 0                     | 0.00 %  | 0              | 0.00 %  | 0          | 0.00 %    |
| Macedônia do Norte                        | Europa                          | Sudeste da Europa               | 2 060 000     | 1 221 580     | 59.30 %  | 809 580       | 39.30 % | 28 840        | 1.40 %  | 0             | 0.00 %  | 0           | 0.00 %  | 0                     | 0.00 %  | 0              | 0.00 %  | 0          | 0.00 %    |
| Moldávia                                  | Europa                          | Sudeste da Europa               | 3 570 000     | 3 477 180     | 97.40 %  | 21 420        | 0.60 %  | 49 980        | 1.40 %  | 0             | 0.00 %  | 0           | 0.00 %  | 0                     | 0.00 %  | 0              | 0.00 %  | 21 420     | 0.60 %    |
| Montenegro                                | Europa                          | Sudeste da Europa               | 630 000       | 492 030       | 78.10 %  | 117 810       | 18.70 % | 20 160        | 3.20 %  | 0             | 0.00 %  | 0           | 0.00 %  | 0                     | 0.00 %  | 0              | 0.00 %  | 0          | 0.00 %    |
| Roménia                                   | Europa                          | Sudeste da Europa               | 21 490 000    | 21 382 550    | 99.50 %  | 64 470        | 0.30 %  | 21 490        | 0.10 %  | 0             | 0.00 %  | 0           | 0.00 %  | 0                     | 0.00 %  | 0              | 0.00 %  | 0          | 0.00 %    |
| Sérvia                                    | Europa                          | Sudeste da Europa               | 7 770 000     | 7 187 250     | 92.50 %  | 326 340       | 4.20 %  | 256 410       | 3.30 %  | 0             | 0.00 %  | 0           | 0.00 %  | 0                     | 0.00 %  | 0              | 0.00 %  | 0          | 0.00 %    |
| Sudeste da Europa                         | Europa                          | Sudeste da Europa               | 63 410 000    | 52 697 640    | 83.11 %  | 9 046 550     | 14.27 % | 1 556 500     | 2.45 %  | 11 360        | 0.02 %  | 0           | 0.00 %  | 11 360                | 0.02 %  | 6 400          | 0.01 %  | 21 420     | 0.03 %    |
| País                                      | Região                          | Sub-região                      | População     | Cristã        | %        | -Muçulmana-   | %       | Sem Filiação  | %       | Hindu         | %       | Budista     | %       | Religiosidade popular | %       | Outra Religião | %       | Judaica    | %         |
| Andorra                                   | Europa                          | Europa meridional               | 80 000        | 71 600        | 89.50 %  | 640           | 0.80 %  | 7 040         | 8.80 %  | 400           | 0.50 %  | 0           | 0.00 %  | 0                     | 0.00 %  | 80             | 0.10 %  | 240        | 0.30 %    |
| Gibraltar                                 | Europa                          | Europa meridional               | 30 000        | 26 640        | 88.80 %  | 1 200         | 4.00 %  | 870           | 2.90 %  | 540           | 1.80 %  | 0           | 0.00 %  | 0                     | 0.00 %  | 90             | 0.30 %  | 630        | 2.10 %    |
| Itália                                    | Europa                          | Europa meridional               | 60 550 000    | 50 438 150    | 83.30 %  | 2 240 350     | 3.70 %  | 7 508 200     | 12.40 % | 60 550        | 0.10 %  | 121 100     | 0.20 %  | 60 550                | 0.10 %  | 60 000         | 0.10 %  | 50 000     | 0.08 %    |
| Malta                                     | Europa                          | Europa meridional               | 420 000       | 407 400       | 97.00 %  | 840           | 0.20 %  | 10 500        | 2.50 %  | 840           | 0.20 %  | 0           | 0.00 %  | 0                     | 0.00 %  | 0              | 0.00 %  | 0          | 0.00 %    |
| Portugal                                  | Europa                          | Europa meridional               | 10 680 000    | 10 017 840    | 93.80 %  | 64 080        | 0.60 %  | 469 920       | 4.40 %  | 10 680        | 0.10 %  | 64 080      | 0.60 %  | 53 400                | 0.50 %  | 0              | 0.00 %  | 0          | 0.00 %    |
| San Marino                                | Europa                          | Europa meridional               | 30 000        | 27 480        | 91.60 %  | 0             | 0.00 %  | 2 160         | 7.20 %  | 0             | 0.00 %  | 0           | 0.00 %  | 0                     | 0.00 %  | 270            | 0.90 %  | 90         | 0.30 %    |
| Espanha                                   | Europa                          | Europa meridional               | 46 080 000    | 36 218 880    | 78.60 %  | 967 680       | 2.10 %  | 8 755 200     | 19.00 % | 20 000        | 0.04 %  | 0           | 0.00 %  | 20 000                | 0.04 %  | 10 000         | 0.02 %  | 46 080     | 0.10 %    |
| Vaticano                                  | Europa                          | Europa meridional               | 800           | 800           | 100.00 % | 0             | 0.00 %  | 0             | 0.00 %  | 0             | 0.00 %  | 0           | 0.00 %  | 0                     | 0.00 %  | 0              | 0.00 %  | 0          | 0.00 %    |
| Europa meridional                         | Europa                          | Europa meridional               | 117 870 800   | 97 208 790    | 82.47 %  | 3 274 790     | 2.78 %  | 16 753 890    | 14.21 % | 93 010        | 0.08 %  | 185 180     | 0.16 %  | 133 950               | 0.11 %  | 70 440         | 0.06 %  | 97 040     | 0.08 %    |
| País                                      | Região                          | Sub-região                      | População     | Cristã        | %        | -Muçulmana-   | %       | Sem Filiação  | %       | Hindu         | %       | Budista     | %       | Religiosidade popular | %       | Outra Religião | %       | Judaica    | %         |
| Bélgica                                   | Europa                          | Europa Ocidental                | 10 710 000    | 6 875 820     | 64.20 %  | 631 890       | 5.90 %  | 3 105 900     | 29.00 % | 0             | 0.00 %  | 21 420      | 0.20 %  | 21 420                | 0.20 %  | 10 000         | 0.09 %  | 32 130     | 0.30 %    |
| Channel Islands                           | Europa                          | Europa Ocidental                | 150 000       | 127 800       | 85.20 %  | 0             | 0.00 %  | 21 300        | 14.20 % | 0             | 0.00 %  | 0           | 0.00 %  | 0                     | 0.00 %  | 450            | 0.30 %  | 0          | 0.00 %    |
| França                                    | Europa                          | Europa Ocidental                | 62 790 000    | 39 557 700    | 63.00 %  | 4 709 250     | 7.50 %  | 17 581 200    | 28.00 % | 30 000        | 0.05 %  | 313 950     | 0.50 %  | 188 370               | 0.30 %  | 125 580        | 0.20 %  | 313 950    | 0.50 %    |
| Irlanda                                   | Europa                          | Europa Ocidental                | 4 470 000     | 4 112 400     | 92.00 %  | 49 170        | 1.10 %  | 277 140       | 6.20 %  | 8 940         | 0.20 %  | 8 940       | 0.20 %  | 8 940                 | 0.20 %  | 0              | 0.00 %  | 0          | 0.00 %    |
| Ilha de Man                               | Europa                          | Europa Ocidental                | 80 000        | 67 280        | 84.10 %  | 160           | 0.20 %  | 12 320        | 15.40 % | 160           | 0.20 %  | 0           | 0.00 %  | 0                     | 0.00 %  | 0              | 0.00 %  | 0          | 0.00 %    |
| Luxemburgo                                | Europa                          | Europa Ocidental                | 510 000       | 359 040       | 70.40 %  | 11 730        | 2.30 %  | 136 680       | 26.80 % | 0             | 0.00 %  | 0           | 0.00 %  | 0                     | 0.00 %  | 1 530          | 0.30 %  | 510        | 0.10 %    |
| Mónaco                                    | Europa                          | Europa Ocidental                | 40 000        | 34 400        | 86.00 %  | 160           | 0.40 %  | 4 680         | 11.70 % | 0             | 0.00 %  | 0           | 0.00 %  | 0                     | 0.00 %  | 80             | 0.20 %  | 680        | 1.70 %    |
| Países Baixos                             | Europa                          | Europa Ocidental                | 16 610 000    | 8 404 660     | 50.60 %  | 996 600       | 6.00 %  | 6 992 810     | 42.10 % | 83 050        | 0.50 %  | 33 220      | 0.20 %  | 33 220                | 0.20 %  | 33 220         | 0.20 %  | 33 220     | 0.20 %    |
| Reino Unido                               | Europa                          | Europa Ocidental                | 62 040 000    | 44 110 440    | 71.10 %  | 2 729 760     | 4.40 %  | 13 214 520    | 21.30 % | 806 520       | 1.30 %  | 248 160     | 0.40 %  | 186 120               | 0.30 %  | 496 320        | 0.80 %  | 310 200    | 0.50 %    |
| Europa Ocidental                          | Europa                          | Europa Ocidental                | 157 400 000   | 103 649 540   | 65.85 %  | 9 128 720     | 5.80 %  | 41 346 550    | 26.27 % | 928 670       | 0.59 %  | 625 690     | 0.40 %  | 438 070               | 0.28 %  | 667 180        | 0.42 %  | 690 690    | 0.44 %    |
| Europa                                    | Europa                          | Europa                          | 742 520 800   | 558 221 460   | 75.18 %  | 43 459 510    | 5.85 %  | 134 783 940   | 18.15 % | 1 250 000     | 0.17 %  | 1 347 330   | 0.18 %  | 929 660               | 0.13 %  | 876 180        | 0.12 %  | 1 457 920  | 0.20 %    |
| País                                      | Região                          | Sub-região                      | População     | Cristã        | %        | -Muçulmana-   | %       | Sem Filiação  | %       | Hindu         | %       | Budista     | %       | Religiosidade popular | %       | Outra Religião | %       | Judaica    | %         |
| Anguila                                   | América Latina e Caraíbas       | Caribe                          | 20 000        | 18 120        | 90.60 %  | 60            | 0.30 %  | 800           | 4.00 %  | 80            | 0.40 %  | 0           | 0.00 %  | 580                   | 2.90 %  | 320            | 1.60 %  | 20         | 0.10 %    |
| Antígua e Barbuda                         | América Latina e Caraíbas       | Caribe                          | 90 000        | 83 700        | 93.00 %  | 540           | 0.60 %  | 1 530         | 1.70 %  | 180           | 0.20 %  | 0           | 0.00 %  | 3 240                 | 3.60 %  | 900            | 1.00 %  | 0          | 0.00 %    |
| Aruba                                     | América Latina e Caraíbas       | Caribe                          | 110 000       | 101 090       | 91.90 %  | 220           | 0.20 %  | 6 600         | 6.00 %  | 0             | 0.00 %  | 110         | 0.10 %  | 1 430                 | 1.30 %  | 110            | 0.10 %  | 440        | 0.40 %    |
| Bahamas                                   | América Latina e Caraíbas       | Caribe                          | 340 000       | 326 400       | 96.00 %  | 340           | 0.10 %  | 10 540        | 3.10 %  | 0             | 0.00 %  | 0           | 0.00 %  | 1 020                 | 0.30 %  | 1 020          | 0.30 %  | 0          | 0.00 %    |
| Barbados                                  | América Latina e Caraíbas       | Caribe                          | 270 000       | 257 040       | 95.20 %  | 2 700         | 1.00 %  | 5 130         | 1.90 %  | 1 080         | 0.40 %  | 0           | 0.00 %  | 0                     | 0.00 %  | 3 780          | 1.40 %  | 0          | 0.00 %    |
| Ilhas Caimã                               | América Latina e Caraíbas       | Caribe                          | 60 000        | 50 100        | 83.50 %  | 240           | 0.40 %  | 5 640         | 9.40 %  | 540           | 0.90 %  | 0           | 0.00 %  | 2 700                 | 4.50 %  | 360            | 0.60 %  | 480        | 0.80 %    |
| Cuba                                      | América Latina e Caraíbas       | Caribe                          | 11 260 000    | 6 665 920     | 59.20 %  | 0             | 0.00 %  | 2 589 800     | 23.00 % | 22 520        | 0.20 %  | 0           | 0.00 %  | 1 959 240             | 17.40 % | 0              | 0.00 %  | 0          | 0.00 %    |
| Dominica                                  | América Latina e Caraíbas       | Caribe                          | 70 000        | 66 080        | 94.40 %  | 70            | 0.10 %  | 350           | 0.50 %  | 0             | 0.00 %  | 70          | 0.10 %  | 2 100                 | 3.00 %  | 1 190          | 1.70 %  | 0          | 0.00 %    |
| República Dominicana                      | América Latina e Caraíbas       | Caribe                          | 9 930 000     | 8 738 400     | 88.00 %  | 0             | 0.00 %  | 1 082 370     | 10.90 % | 0             | 0.00 %  | 0           | 0.00 %  | 89 370                | 0.90 %  | 9 930          | 0.10 %  | 0          | 0.00 %    |
| Granada                                   | América Latina e Caraíbas       | Caribe                          | 100 000       | 96 600        | 96.60 %  | 300           | 0.30 %  | 1 000         | 1.00 %  | 700           | 0.70 %  | 0           | 0.00 %  | 1 300                 | 1.30 %  | 200            | 0.20 %  | 0          | 0.00 %    |
| Guadalupe                                 | América Latina e Caraíbas       | Caribe                          | 460 000       | 441 140       | 95.90 %  | 1 840         | 0.40 %  | 11 500        | 2.50 %  | 2 300         | 0.50 %  | 0           | 0.00 %  | 1 840                 | 0.40 %  | 1 840          | 0.40 %  | 0          | 0.00 %    |
| Haiti                                     | América Latina e Caraíbas       | Caribe                          | 9 990 000     | 8 681 310     | 86.90 %  | 0             | 0.00 %  | 1 058 940     | 10.60 % | 0             | 0.00 %  | 0           | 0.00 %  | 219 780               | 2.20 %  | 29 970         | 0.30 %  | 0          | 0.00 %    |
| Jamaica                                   | América Latina e Caraíbas       | Caribe                          | 2 740 000     | 2 115 280     | 77.20 %  | 0             | 0.00 %  | 471 280       | 17.20 % | 0             | 0.00 %  | 0           | 0.00 %  | 123 300               | 4.50 %  | 27 400         | 1.00 %  | 0          | 0.00 %    |
| Martinica                                 | América Latina e Caraíbas       | Caribe                          | 410 000       | 395 650       | 96.50 %  | 820           | 0.20 %  | 9 430         | 2.30 %  | 820           | 0.20 %  | 0           | 0.00 %  | 820                   | 0.20 %  | 2 460          | 0.60 %  | 0          | 0.00 %    |
| Monserrate                                | América Latina e Caraíbas       | Caribe                          | 5 000         | 4 675         | 93.50 %  | 0             | 0.00 %  | 240           | 4.80 %  | 5             | 0.10 %  | 0           | 0.00 %  | 10                    | 0.20 %  | 75             | 1.50 %  | 0          | 0.00 %    |
| Antilhas Holandesas                       | América Latina e Caraíbas       | Caribe                          | 200 000       | 187 800       | 93.90 %  | 400           | 0.20 %  | 6 600         | 3.30 %  | 400           | 0.20 %  | 1 000       | 0.50 %  | 2 400                 | 1.20 %  | 600            | 0.30 %  | 600        | 0.30 %    |
| Porto Rico                                | América Latina e Caraíbas       | Caribe                          | 3 750 000     | 3 626 250     | 96.70 %  | 0             | 0.00 %  | 71 250        | 1.90 %  | 0             | 0.00 %  | 11 250      | 0.30 %  | 30 000                | 0.80 %  | 3 750          | 0.10 %  | 0          | 0.00 %    |
| São Cristóvão e Neves                     | América Latina e Caraíbas       | Caribe                          | 50 000        | 47 300        | 94.60 %  | 150           | 0.30 %  | 800           | 1.60 %  | 750           | 1.50 %  | 0           | 0.00 %  | 650                   | 1.30 %  | 400            | 0.80 %  | 0          | 0.00 %    |
| Santa Lúcia                               | América Latina e Caraíbas       | Caribe                          | 170 000       | 154 870       | 91.10 %  | 170           | 0.10 %  | 10 200        | 6.00 %  | 510           | 0.30 %  | 0           | 0.00 %  | 850                   | 0.50 %  | 3 400          | 2.00 %  | 0          | 0.00 %    |
| São Vicente e Granadinas                  | América Latina e Caraíbas       | Caribe                          | 110 000       | 97 570        | 88.70 %  | 1 650         | 1.50 %  | 2 750         | 2.50 %  | 3 740         | 3.40 %  | 0           | 0.00 %  | 2 200                 | 2.00 %  | 2 200          | 2.00 %  | 0          | 0.00 %    |
| Trinidad e Tobago                         | América Latina e Caraíbas       | Caribe                          | 1 340 000     | 883 060       | 65.90 %  | 79 060        | 5.90 %  | 25 460        | 1.90 %  | 304 180       | 22.70 % | 4 020       | 0.30 %  | 25 460                | 1.90 %  | 18 760         | 1.40 %  | 0          | 0.00 %    |
| Turcas e Caicos                           | América Latina e Caraíbas       | Caribe                          | 40 000        | 36 840        | 92.10 %  | 0             | 0.00 %  | 1 840         | 4.60 %  | 0             | 0.00 %  | 0           | 0.00 %  | 1 080                 | 2.70 %  | 240            | 0.60 %  | 0          | 0.00 %    |
| Ilhas Virgens Britânicas                  | América Latina e Caraíbas       | Caribe                          | 20 000        | 16 900        | 84.50 %  | 240           | 1.20 %  | 780           | 3.90 %  | 240           | 1.20 %  | 0           | 0.00 %  | 1 680                 | 8.40 %  | 160            | 0.80 %  | 0          | 0.00 %    |
| Ilhas Virgens Americanas                  | América Latina e Caraíbas       | Caribe                          | 110 000       | 104 280       | 94.80 %  | 110           | 0.10 %  | 4 070         | 3.70 %  | 440           | 0.40 %  | 0           | 0.00 %  | 0                     | 0.00 %  | 660            | 0.60 %  | 330        | 0.30 %    |
| Caribe                                    | América Latina e Caraíbas       | Caribe                          | 41 645 000    | 33 196 375    | 79.71 %  | 88 910        | 0.21 %  | 5 378 900     | 12.92 % | 338 485       | 0.81 %  | 16 450      | 0.04 %  | 2 471 050             | 5.93 %  | 109 725        | 0.26 %  | 1 870      | 0.00 %    |
| País                                      | Região                          | Sub-região                      | População     | Cristã        | %        | -Muçulmana-   | %       | Sem Filiação  | %       | Hindu         | %       | Budista     | %       | Religiosidade popular | %       | Outra Religião | %       | Judaica    | %         |
| Belize                                    | América Latina e Caraíbas       | México e América Central        | 310 000       | 271 560       | 87.60 %  | 310           | 0.10 %  | 27 590        | 8.90 %  | 620           | 0.20 %  | 1 550       | 0.50 %  | 4 650                 | 1.50 %  | 310            | 0.10 %  | 3 100      | 1.00 %    |
| Costa Rica                                | América Latina e Caraíbas       | México e América Central        | 4 660 000     | 4 235 940     | 90.90 %  | 0             | 0.00 %  | 368 140       | 7.90 %  | 0             | 0.00 %  | 0           | 0.00 %  | 37 280                | 0.80 %  | 13 980         | 0.30 %  | 0          | 0.00 %    |
| El Salvador                               | América Latina e Caraíbas       | México e América Central        | 6 190 000     | 5 459 580     | 88.20 %  | 0             | 0.00 %  | 680 900       | 11.00 % | 0             | 0.00 %  | 0           | 0.00 %  | 30 950                | 0.50 %  | 18 570         | 0.30 %  | 0          | 0.00 %    |
| Guatemala                                 | América Latina e Caraíbas       | México e América Central        | 14 390 000    | 13 699 280    | 95.20 %  | 0             | 0.00 %  | 589 990       | 4.10 %  | 0             | 0.00 %  | 0           | 0.00 %  | 86 340                | 0.60 %  | 10 000         | 0.07 %  | 0          | 0.00 %    |
| Honduras                                  | América Latina e Caraíbas       | México e América Central        | 7 600 000     | 6 657 600     | 87.60 %  | 7 600         | 0.10 %  | 798 000       | 10.50 % | 0             | 0.00 %  | 7 600       | 0.10 %  | 83 600                | 1.10 %  | 45 600         | 0.60 %  | 0          | 0.00 %    |
| México                                    | América Latina e Caraíbas       | México e América Central        | 113 420 000   | 107 862 420   | 95.10 %  | 0             | 0.00 %  | 5 330 740     | 4.70 %  | 0             | 0.00 %  | 0           | 0.00 %  | 70 000                | 0.06 %  | 20 000         | 0.02 %  | 70 000     | 0.06 %    |
| Nicarágua                                 | América Latina e Caraíbas       | México e América Central        | 5 790 000     | 4 967 820     | 85.80 %  | 0             | 0.00 %  | 723 750       | 12.50 % | 0             | 0.00 %  | 0           | 0.00 %  | 81 060                | 1.40 %  | 5 790          | 0.10 %  | 0          | 0.00 %    |
| Panamá                                    | América Latina e Caraíbas       | México e América Central        | 3 520 000     | 3 273 600     | 93.00 %  | 24 640        | 0.70 %  | 168 960       | 4.80 %  | 0             | 0.00 %  | 7 040       | 0.20 %  | 14 080                | 0.40 %  | 14 080         | 0.40 %  | 14 080     | 0.40 %    |
| México e América Central                  | América Latina e Caraíbas       | México e América Central        | 155 880 000   | 146 427 800   | 93.94 %  | 32 550        | 0.02 %  | 8 688 070     | 5.57 %  | 620           | 0.00 %  | 16 190      | 0.01 %  | 407 960               | 0.26 %  | 128 330        | 0.08 %  | 87 180     | 0.06 %    |
| País                                      | Região                          | Sub-região                      | População     | Cristã        | %        | -Muçulmana-   | %       | Sem Filiação  | %       | Hindu         | %       | Budista     | %       | Religiosidade popular | %       | Outra Religião | %       | Judaica    | %         |
| Argentina                                 | América Latina e Caraíbas       | América do Sul                  | 40 410 000    | 34 429 320    | 85.20 %  | 404 100       | 1.00 %  | 4 930 020     | 12.20 % | 0             | 0.00 %  | 20 000      | 0.05 %  | 323 280               | 0.80 %  | 121 230        | 0.30 %  | 202 050    | 0.50 %    |
| Bolívia                                   | América Latina e Caraíbas       | América do Sul                  | 9 930 000     | 9 324 270     | 93.90 %  | 0             | 0.00 %  | 407 130       | 4.10 %  | 0             | 0.00 %  | 0           | 0.00 %  | 89 370                | 0.90 %  | 99 300         | 1.00 %  | 0          | 0.00 %    |
| Brasil                                    | América Latina e Caraíbas       | América do Sul                  | 194 950 000   | 173 310 550   | 88.90 %  | 40 000        | 0.02 %  | 15 401 050    | 7.90 %  | 0             | 0.00 %  | 194 950     | 0.10 %  | 5 458 600             | 2.80 %  | 389 900        | 0.20 %  | 110 000    | 0.06 %    |
| Chile                                     | América Latina e Caraíbas       | América do Sul                  | 17 110 000    | 15 296 340    | 89.40 %  | 0             | 0.00 %  | 1 471 460     | 8.60 %  | 0             | 0.00 %  | 10 000      | 0.06 %  | 256 650               | 1.50 %  | 34 220         | 0.20 %  | 17 110     | 0.10 %    |
| Colômbia                                  | América Latina e Caraíbas       | América do Sul                  | 46 290 000    | 42 818 250    | 92.50 %  | 10 000        | 0.02 %  | 3 055 140     | 6.60 %  | 0             | 0.00 %  | 0           | 0.00 %  | 370 320               | 0.80 %  | 40 000         | 0.09 %  | 0          | 0.00 %    |
| Equador                                   | América Latina e Caraíbas       | América do Sul                  | 14 460 000    | 13 606 860    | 94.10 %  | 0             | 0.00 %  | 795 300       | 5.50 %  | 0             | 0.00 %  | 0           | 0.00 %  | 43 380                | 0.30 %  | 0              | 0.00 %  | 0          | 0.00 %    |
| Ilhas Malvinas                            | América Latina e Caraíbas       | América do Sul                  | 3 000         | 2 016         | 67.20 %  | 9             | 0.30 %  | 945           | 31.50 % | 0             | 0.00 %  | 6           | 0.20 %  | 0                     | 0.00 %  | 24             | 0.80 %  | 0          | 0.00 %    |
| Guiana Francesa                           | América Latina e Caraíbas       | América do Sul                  | 230 000       | 194 120       | 84.40 %  | 2 070         | 0.90 %  | 7 820         | 3.40 %  | 3 680         | 1.60 %  | 0           | 0.00 %  | 20 930                | 9.10 %  | 1 150          | 0.50 %  | 0          | 0.00 %    |
| Guiana                                    | América Latina e Caraíbas       | América do Sul                  | 750 000       | 495 000       | 66.00 %  | 48 000        | 6.40 %  | 15 000        | 2.00 %  | 186 750       | 24.90 % | 0           | 0.00 %  | 1 500                 | 0.20 %  | 4 500          | 0.60 %  | 0          | 0.00 %    |
| Paraguai                                  | América Latina e Caraíbas       | América do Sul                  | 6 450 000     | 6 250 050     | 96.90 %  | 0             | 0.00 %  | 70 950        | 1.10 %  | 0             | 0.00 %  | 0           | 0.00 %  | 109 650               | 1.70 %  | 12 900         | 0.20 %  | 0          | 0.00 %    |
| Peru                                      | América Latina e Caraíbas       | América do Sul                  | 29 080 000    | 26 753 600    | 93.00 %  | 0             | 0.00 %  | 1 890 200     | 6.50 %  | 0             | 0.00 %  | 58 160      | 0.20 %  | 290 800               | 1.00 %  | 87 240         | 0.30 %  | 0          | 0.00 %    |
| Suriname                                  | América Latina e Caraíbas       | América do Sul                  | 520 000       | 268 320       | 51.60 %  | 79 040        | 15.20 % | 28 080        | 5.40 %  | 102 960       | 19.80 % | 3 120       | 0.60 %  | 27 560                | 5.30 %  | 9 360          | 1.80 %  | 1 040      | 0.20 %    |
| Uruguai                                   | América Latina e Caraíbas       | América do Sul                  | 3 370 000     | 1 951 230     | 57.90 %  | 0             | 0.00 %  | 1 371 590     | 40.70 % | 0             | 0.00 %  | 0           | 0.00 %  | 26 960                | 0.80 %  | 10 110         | 0.30 %  | 10 110     | 0.30 %    |
| Venezuela                                 | América Latina e Caraíbas       | América do Sul                  | 28 980 000    | 25 879 140    | 89.30 %  | 86 940        | 0.30 %  | 2 898 000     | 10.00 % | 0             | 0.00 %  | 0           | 0.00 %  | 57 960                | 0.20 %  | 20 000         | 0.07 %  | 0          | 0.00 %    |
| América do Sul                            | América Latina e Caraíbas       | América do Sul                  | 392 533 000   | 351 596 866   | 89.57 %  | 670 159       | 0.17 %  | 31 324 885    | 7.98 %  | 293 390       | 0.07 %  | 286 236     | 0.07 %  | 7 076 960             | 1.80 %  | 829 934        | 0.21 %  | 340 310    | 0.09 %    |
| América Latina e Caraíbas                 | América Latina e Caraíbas       | América Latina e Caraíbas       | 590 058 000   | 531 221 041   | 90.03 %  | 791 619       | 0.13 %  | 45 391 855    | 7.69 %  | 632 495       | 0.11 %  | 318 876     | 0.05 %  | 9 955 970             | 1.69 %  | 1 067 989      | 0.18 %  | 429 360    | 0.07 %    |
| País                                      | Região                          | Sub-região                      | População     | Cristã        | %        | -Muçulmana-   | %       | Sem Filiação  | %       | Hindu         | %       | Budista     | %       | Religiosidade popular | %       | Outra Religião | %       | Judaica    | %         |
| Bermudas                                  | América do Norte                | América do Norte                | 60 000        | 45 000        | 75.00 %  | 660           | 1.10 %  | 11 640        | 19.40 % | 0             | 0.00 %  | 300         | 0.50 %  | 1 800                 | 3.00 %  | 480            | 0.80 %  | 180        | 0.30 %    |
| Canadá                                    | América do Norte                | América do Norte                | 34 020 000    | 23 473 800    | 69.00 %  | 714 420       | 2.10 %  | 8 062 740     | 23.70 % | 476 280       | 1.40 %  | 272 160     | 0.80 %  | 408 240               | 1.20 %  | 306 180        | 0.90 %  | 340 200    | 1.00 %    |
| Gronelândia                               | América do Norte                | América do Norte                | 60 000        | 57 660        | 96.10 %  | 0             | 0.00 %  | 1 500         | 2.50 %  | 0             | 0.00 %  | 0           | 0.00 %  | 480                   | 0.80 %  | 360            | 0.60 %  | 0          | 0.00 %    |
| São Pedro e Miquelão                      | América do Norte                | América do Norte                | 6 000         | 5 682         | 94.70 %  | 12            | 0.20 %  | 228           | 3.80 %  | 0             | 0.00 %  | 0           | 0.00 %  | 0                     | 0.00 %  | 78             | 1.30 %  | 0          | 0.00 %    |
| Estados Unidos                            | América do Norte                | América do Norte                | 310 380 000   | 243 027 540   | 78.30 %  | 2 793 420     | 0.90 %  | 50 902 320    | 16.40 % | 1 862 280     | 0.60 %  | 3 724 560   | 1.20 %  | 620 760               | 0.20 %  | 1 862 280      | 0.60 %  | 5 586 840  | 1.80 %    |
| América do Norte                          | América do Norte                | América do Norte                | 344 526 000   | 266 609 682   | 77.38 %  | 3 508 512     | 1.02 %  | 58 978 428    | 17.12 % | 2 338 560     | 0.68 %  | 3 997 020   | 1.16 %  | 1 031 280             | 0.30 %  | 2 169 378      | 0.63 %  | 5 927 220  | 1.72 %    |
| País                                      | Região                          | Sub-região                      | População     | Cristã        | %        | -Muçulmana-   | %       | Sem Filiação  | %       | Hindu         | %       | Budista     | %       | Religiosidade popular | %       | Outra Religião | %       | Judaica    | %         |
| Bahrein                                   | Oriente Médio e África do Norte | Oriente Médio                   | 1 260 000     | 182 700       | 14.50 %  | 885 780       | 70.30 % | 23 940        | 1.90 %  | 123 480       | 9.80 %  | 31 500      | 2.50 %  | 0                     | 0.00 %  | 2 520          | 0.20 %  | 7 560      | 0.60 %    |
| Iraque                                    | Oriente Médio e África do Norte | Oriente Médio                   | 31 670 000    | 253 360       | 0.80 %   | 31 353 300    | 99.00 % | 31 670        | 0.10 %  | 0             | 0.00 %  | 0           | 0.00 %  | 0                     | 0.00 %  | 20 000         | 0.06 %  | 0          | 0.00 %    |
| Israel                                    | Oriente Médio e África do Norte | Oriente Médio                   | 7 420 000     | 148 400       | 2.00 %   | 1 380 120     | 18.60 % | 230 020       | 3.10 %  | 0             | 0.00 %  | 22 260      | 0.30 %  | 14 840                | 0.20 %  | 7 420          | 0.10 %  | 5 609 520  | 75.60 %   |
| Jordânia                                  | Oriente Médio e África do Norte | Oriente Médio                   | 6 190 000     | 136 180       | 2.20 %   | 6 016 680     | 97.20 % | 0             | 0.00 %  | 6 190         | 0.10 %  | 24 760      | 0.40 %  | 0                     | 0.00 %  | 0              | 0.00 %  | 0          | 0.00 %    |
| Kuwait                                    | Oriente Médio e África do Norte | Oriente Médio                   | 2 740 000     | 391 820       | 14.30 %  | 2 030 340     | 74.10 % | 0             | 0.00 %  | 232 900       | 8.50 %  | 76 720      | 2.80 %  | 0                     | 0.00 %  | 8 220          | 0.30 %  | 0          | 0.00 %    |
| Líbano                                    | Oriente Médio e África do Norte | Oriente Médio                   | 4 230 000     | 1 620 090     | 38.30 %  | 2 592 990     | 61.30 % | 12 690        | 0.30 %  | 0             | 0.00 %  | 8 460       | 0.20 %  | 0                     | 0.00 %  | 0              | 0.00 %  | 0          | 0.00 %    |
| Omã                                       | Oriente Médio e África do Norte | Oriente Médio                   | 2 780 000     | 180 700       | 6.50 %   | 2 388 020     | 85.90 % | 5 560         | 0.20 %  | 152 900       | 5.50 %  | 22 240      | 0.80 %  | 0                     | 0.00 %  | 27 800         | 1.00 %  | 0          | 0.00 %    |
| Palestina                                 | Oriente Médio e África do Norte | Oriente Médio                   | 4 040 000     | 96 960        | 2.40 %   | 3 943 040     | 97.60 % | 0             | 0.00 %  | 0             | 0.00 %  | 0           | 0.00 %  | 0                     | 0.00 %  | 0              | 0.00 %  | 0          | 0.00 %    |
| Catar                                     | Oriente Médio e África do Norte | Oriente Médio                   | 1 760 000     | 242 880       | 13.80 %  | 1 191 520     | 67.70 % | 15 840        | 0.90 %  | 242 880       | 13.80 % | 54 560      | 3.10 %  | 0                     | 0.00 %  | 12 320         | 0.70 %  | 0          | 0.00 %    |
| Arábia Saudita                            | Oriente Médio e África do Norte | Oriente Médio                   | 27 450 000    | 1 207 800     | 4.40 %   | 25 528 500    | 93.00 % | 192 150       | 0.70 %  | 301 950       | 1.10 %  | 82 350      | 0.30 %  | 82 350                | 0.30 %  | 82 350         | 0.30 %  | 0          | 0.00 %    |
| Síria                                     | Oriente Médio e África do Norte | Oriente Médio                   | 20 410 000    | 1 061 320     | 5.20 %   | 18 940 480    | 92.80 % | 408 200       | 2.00 %  | 0             | 0.00 %  | 0           | 0.00 %  | 0                     | 0.00 %  | 0              | 0.00 %  | 0          | 0.00 %    |
| Emirados Árabes Unidos                    | Oriente Médio e África do Norte | Oriente Médio                   | 7 510 000     | 946 260       | 12.60 %  | 5 775 190     | 76.90 % | 82 610        | 1.10 %  | 495 660       | 6.60 %  | 150 200     | 2.00 %  | 0                     | 0.00 %  | 60 080         | 0.80 %  | 0          | 0.00 %    |
| Iêmen                                     | Oriente Médio e África do Norte | Oriente Médio                   | 24 050 000    | 48 100        | 0.20 %   | 23 833 550    | 99.10 % | 24 050        | 0.10 %  | 144 300       | 0.60 %  | 0           | 0.00 %  | 0                     | 0.00 %  | 0              | 0.00 %  | 0          | 0.00 %    |
| Oriente Médio                             | Oriente Médio e África do Norte | Oriente Médio                   | 141 510 000   | 6 516 570     | 4.61 %   | 125 859 510   | 88.94 % | 1 026 730     | 0.73 %  | 1 700 260     | 1.20 %  | 473 050     | 0.33 %  | 97 190                | 0.07 %  | 220 710        | 0.16 %  | 5 617 080  | 3.97 %    |
| País                                      | Região                          | Sub-região                      | População     | Cristã        | %        | -Muçulmana-   | %       | Sem Filiação  | %       | Hindu         | %       | Budista     | %       | Religiosidade popular | %       | Outra Religião | %       | Judaica    | %         |
| Argélia                                   | Oriente Médio e África do Norte | África do Norte                 | 35 470 000    | 70 940        | 0.20 %   | 34 725 130    | 97.90 % | 638 460       | 1.80 %  | 0             | 0.00 %  | 0           | 0.00 %  | 10 000                | 0.03 %  | 0              | 0.00 %  | 0          | 0.00 %    |
| Egito                                     | Oriente Médio e África do Norte | África do Norte                 | 81 120 000    | 4 137 120     | 5.10 %   | 76 982 880    | 94.90 % | 0             | 0.00 %  | 0             | 0.00 %  | 0           | 0.00 %  | 0                     | 0.00 %  | 0              | 0.00 %  | 0          | 0.00 %    |
| Líbia                                     | Oriente Médio e África do Norte | África do Norte                 | 6 360 000     | 171 720       | 2.70 %   | 6 143 760     | 96.60 % | 12 720        | 0.20 %  | 0             | 0.00 %  | 19 080      | 0.30 %  | 0                     | 0.00 %  | 0              | 0.00 %  | 0          | 0.00 %    |
| Marrocos                                  | Oriente Médio e África do Norte | África do Norte                 | 31 950 000    | 20 000        | 0.06 %   | 31 918 050    | 99.90 % | 0             | 0.00 %  | 0             | 0.00 %  | 0           | 0.00 %  | 0                     | 0.00 %  | 0              | 0.00 %  | 0          | 0.00 %    |
| Sudão                                     | Oriente Médio e África do Norte | África do Norte                 | 33 600 000    | 1 814 400     | 5.40 %   | 30 475 200    | 90.70 % | 336 000       | 1.00 %  | 0             | 0.00 %  | 0           | 0.00 %  | 940 800               | 2.80 %  | 0              | 0.00 %  | 0          | 0.00 %    |
| Tunísia                                   | Oriente Médio e África do Norte | África do Norte                 | 10 480 000    | 20 960        | 0.20 %   | 10 427 600    | 99.50 % | 20 960        | 0.20 %  | 0             | 0.00 %  | 0           | 0.00 %  | 0                     | 0.00 %  | 0              | 0.00 %  | 0          | 0.00 %    |
| Saara Ocidental                           | Oriente Médio e África do Norte | África do Norte                 | 530 000       | 1 060         | 0.20 %   | 526 820       | 99.40 % | 2 120         | 0.40 %  | 0             | 0.00 %  | 0           | 0.00 %  | 0                     | 0.00 %  | 0              | 0.00 %  | 0          | 0.00 %    |
| África do Norte                           | Oriente Médio e África do Norte | África do Norte                 | 199 510 000   | 6 236 200     | 3.13 %   | 191 199 440   | 95.83 % | 1 010 260     | 0.51 %  | 0             | 0.00 %  | 19 080      | 0.01 %  | 950 800               | 0.48 %  | 0              | 0.00 %  | 0          | 0.00 %    |
| Oriente Médio e África do Norte           | Oriente Médio e África do Norte | Oriente Médio e África do Norte | 341 020 000   | 12 752 770    | 3.74 %   | 317 058 950   | 92.97 % | 2 036 990     | 0.60 %  | 1 700 260     | 0.50 %  | 492 130     | 0.14 %  | 1 047 990             | 0.31 %  | 220 710        | 0.06 %  | 5 617 080  | 1.65 %    |
| Mundo                                     | Mundo                           | Mundo                           | 6 895 806 200 | 2 172 804 407 | 31.51 %  | 1 598 145 602 | 23.18 % | 1 125 764 242 | 16.33 % | 1 032 750 475 | 14.98 % | 488 087 716 | 7.08 %  | 404 663 436           | 5.87 %  | 58 789 445     | 0.85 %  | 13 653 580 | 0.20 %    |